# Stadtkirche (Bad Hersfeld)

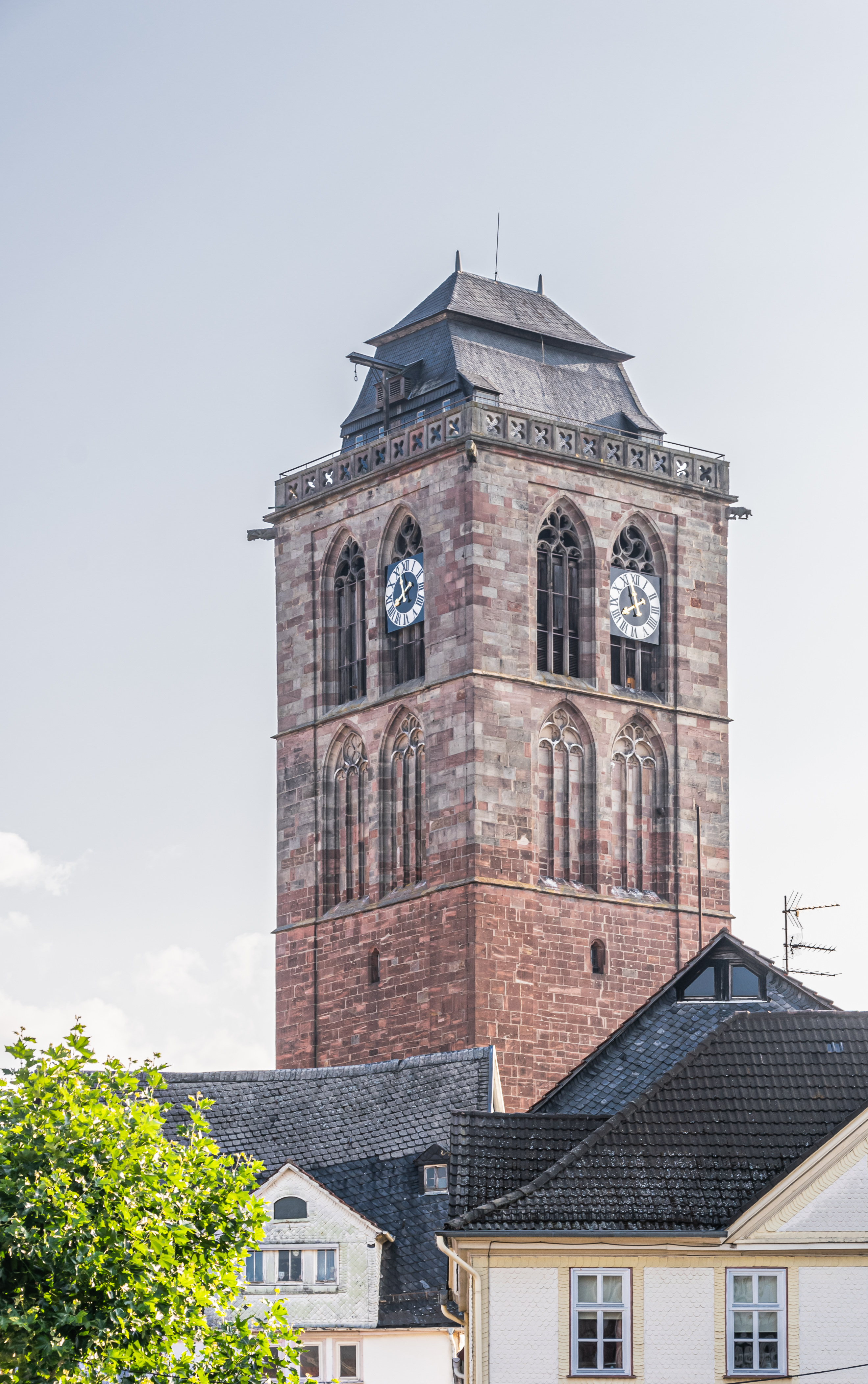
Kirchturm der Stadtkirche in Bad Hersfeld

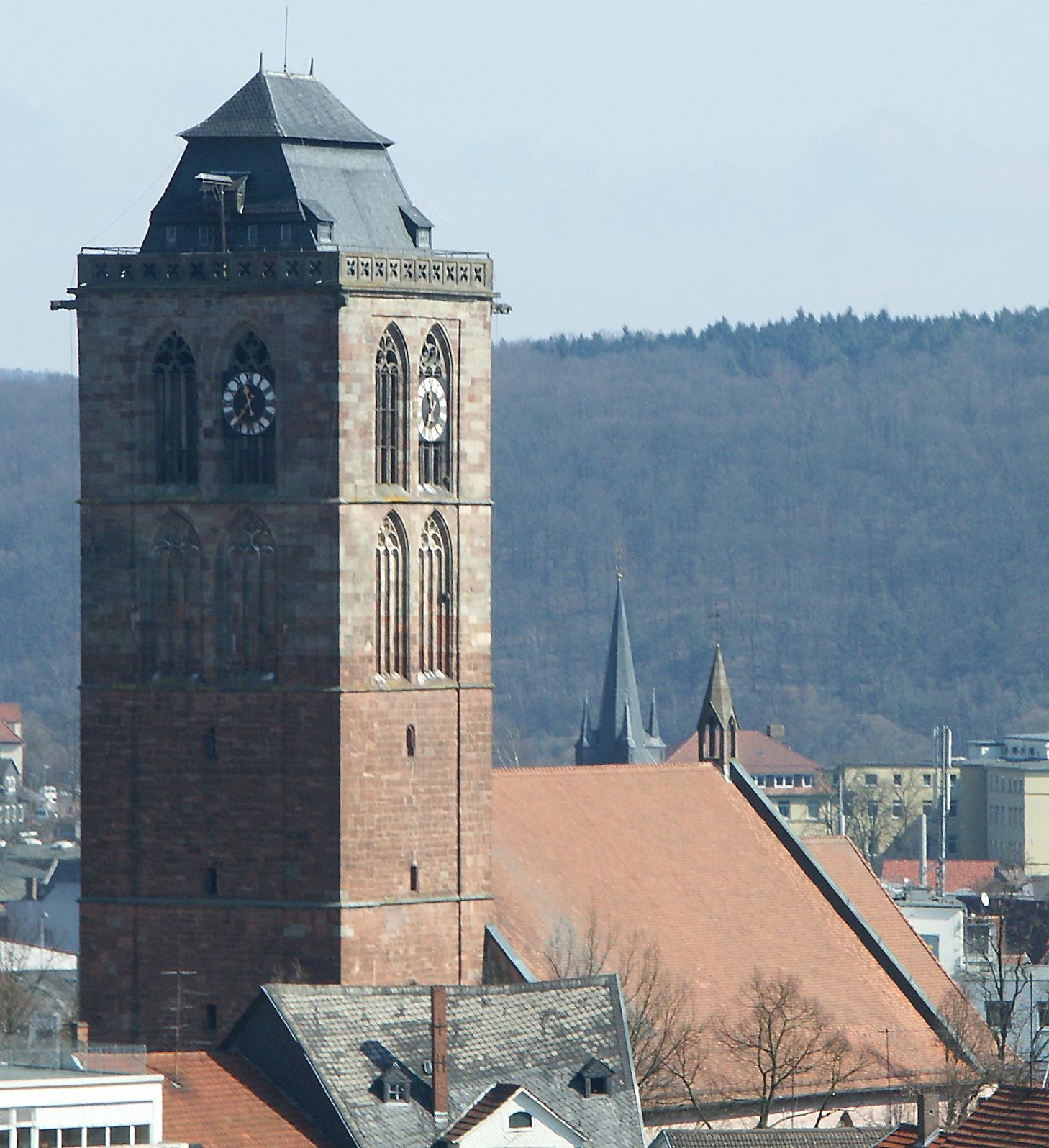
Ansicht der Stadtkirche von Westen

Die evangelische Stadtkirche steht in der Altstadt von Bad Hersfeld. Ihr markanter Kirchturm ist das Wahrzeichen der Stadt.
Die Stadtkirche ist eine gotische dreischiffige, hochgewölbte Hallenkirche. Die Halle hat vier Joche mit weitgestellten, achtseitigen Pfeilern. Der zweijochige Chor endet mit einer polygonalen Apsis mit 5/8-Schluss.
Die Geschichte der Stadtkirche beginnt mit dem Bau der romanischen Marktbasilika um das Jahr 1060. Dieser Bau wurde dann über die nächsten 420 Jahre zu dem gotischen Kirchenbau um- und ausgebaut, wie er heute noch steht. Das Äußere blieb seitdem fast unverändert bestehen. Der Innenraum wurde durch calvinistische Bilderstürmer und durch mindestens zwei größere Brände erheblich verändert.

## Vorgängerbauten

### Erste Pfarrkirche auf dem Frauenberg

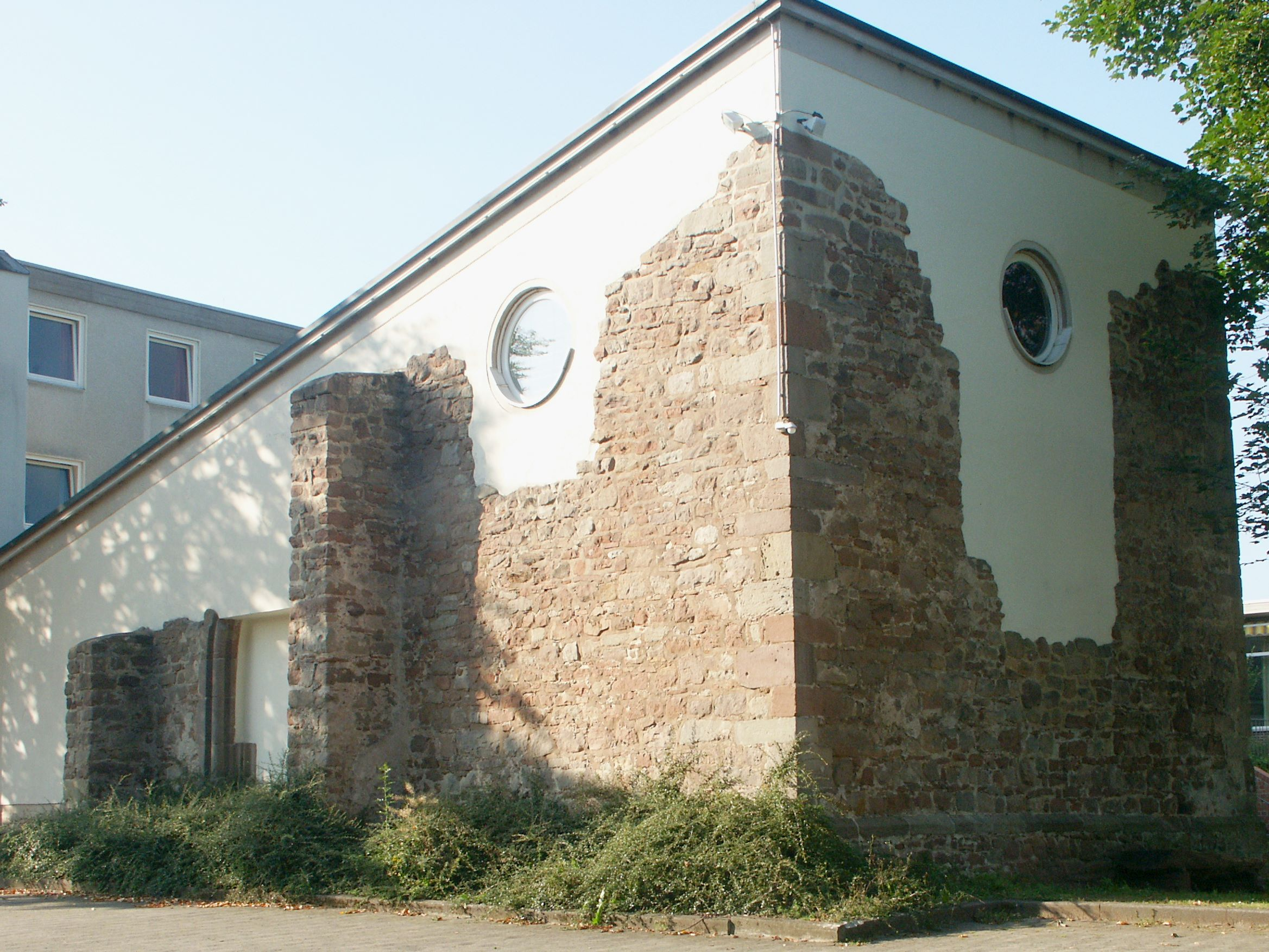
Frauenbergkapelle mit den eingebauten Resten der frühmittelalterlichen Kirche

Die erste Pfarrkirche befand sich auf dem Frauenberg über der damaligen Siedlung am Benediktinerkloster. Das Pfarr-Recht ging dann auf die Kirche in der Stadt im Fuldatal über. In dieser Hinsicht ist die Frauenbergkirche ein Vorgängerbau der Stadtkirche.
Um das Jahr 800 gab es in Haerulfisfelt für Gottesdienste nur die Stiftskirche. Da diese in der Klausur der Mönche lag, hatte die Bevölkerung der größer werdenden Siedlung keinen Zugang zu einem Gotteshaus. So ließ der Abt auf dem Frauenberg, oberhalb der Siedlung, eine kleine Kirche bauen, die er Unserer Lieben Frau (Maria) weihte. Von der Kirche Unserer lieben Frau auf dem Berge leitet sich der Name des Frauenberges ab. Die Marienverehrung setzte sich in der neuen Stadtkirche bis in die Gegenwart fort.
Die Kirche bestand aus einem kleinen rechteckigen Raum von etwa 7 m Länge und 6 m Breite. Eine rechteckige Apsis schloss sich im Osten in voller Breite an. Erst in der späten Romanik wurde der Raum in gleicher Breite in östlicher Richtung um etwa 9 m verlängert. Die Bevölkerung pilgerte von der Siedlung auf den Berg zum Gottesdienst. Die heutige Straße Alter Kirchweg zeigt immer noch, welcher Weg zur Kirche führte. Spätestens mit Errichtung der Stadtkirche im Jahre 1323 gingen die Pfarr-Rechte von der Frauenbergkirche auf die Stadtkirche über.
Im Jahr 1422 baute man der Kirche noch eine Seitenkapelle an, die dem heiligen Michael, dem Patron der Friedhöfe, geweiht wurde. Vermutlich räumte man damals den Kirchhof in der Stadt, und man nahm den Bergfriedhof, den man seit 1323 nicht mehr nutzte, wieder in Betrieb. Der Sakralbau diente von da an als Friedhofskirche und war bis zur Reformation und dem Bauernkrieg Klause für Beginen. Die Kirche verfiel daraufhin.
Die Ruine, vor allem der rechteckige Ostabschluss der Kirche, wurde im Neubau der Frauenbergkapelle im Jahre 1959 mit einbezogen. Der Neubau gehört zur Evangelischen Jugendbildungsstätte Frauenberg.

### Romanische Marktbasilika
Ein erster Kirchenbau am Ort der heutigen Stadtkirche war ein 12,6 m langer und 7,4 m breiter Hauptraum, an dem sich im Osten ein rechteckiger Chor anschloss. Dieser Bau wird auf Grund der zeitlichen Abläufe in der Siedlung um 1060 datiert, nachdem Abt Meginher die 1038 abgebrannte Stiftskirche (Brunbasilika) neu erbaut hatte.
Zwischen 1073 und 1074 ließ Heinrich IV. hier sein Heer gegen die aufständischen Sachsen und Thüringer zusammenziehen. Er und sein Gefolge hielten sich im Schutze des befestigten Klosters auf. Aufgrund des heraufziehenden Investiturstreits zwischen Heinrich IV. und Papst Gregor VII. stand Hersfeld im Zentrum der Vorkommnisse im Heiligen Römischen Reich. Ein Vorstoß des Magdeburger Erzbischofs Hartwig von Spanheim und des Bischofs Burchard II. von Halberstadt im Jahre 1086 führte diese bis vor die Befestigungen des Klosters. Da die Siedlung vor dem Kloster noch unbefestigt war, wurde sie zerstört.
Es ist zu vermuten, dass die zweite Ausbaustufe der Marktbasilika nach diesen Auseinandersetzungen, vermutlich im Zuge eines romanischen Neuaufbaus, stattgefunden hat. Bei dem Ausbau wurde dem Langhaus statt des oben genannten Chores ein 17,8 m langes und 8,1 m breites Querschiff angesetzt. In der Ostwand des Querschiffes befand sich in der Mitte eine Apsis mit einem Radius von etwa 3,2 m. Über der Vierung nahm ein Dachreiter eine Glocke auf. Im Westen wurde vermutlich zur gleichen Zeit ein Anbau in der Breite des Langhauses erstellt, der kurz vor der heutigen Turmostwand endete (die genaue Länge dieses Anbaues lässt sich nicht mehr nachweisen, da die Grundmauern des westlichen Abschlusses durch neuzeitliche Tiefbauten zerstört wurden). Die Patrone dieser Kirche waren St. Vitus und St. Antonius.
Die ersten Pfarrer in der Marktbasilika sind urkundlich ab 1142 bekannt. In diesem Jahr wird ein Siegebodi als „clericus de doro“ und 1160 als „forensis presbiter“ genannt. In einer Urkunde von 1170 ist ein „parochianus Heinricus in civitate nostra Hersfeld“ genannt. Der letzte bekannte Pfarrer in dieser Kirche ist der Stadtpfarrer Ulrich von Laien, der in einer Urkunde vom 5. April 1222 erwähnt wird. Er wird bis 1244 in Urkunden erwähnt. An einer Urkunde vom 13. Dezember 1234 hängt das älteste erhaltene Pfarrsiegel. Das Spitzoval-Siegel zeigt zwei ornamental verschlungene Drachen mit der Umschrift SECRETVOPLEBANIIHERSFET (Übersetzt: Sekret des Pfarrers in Hersfeld).

## Gotische Stadtkirche

### Baugeschichte

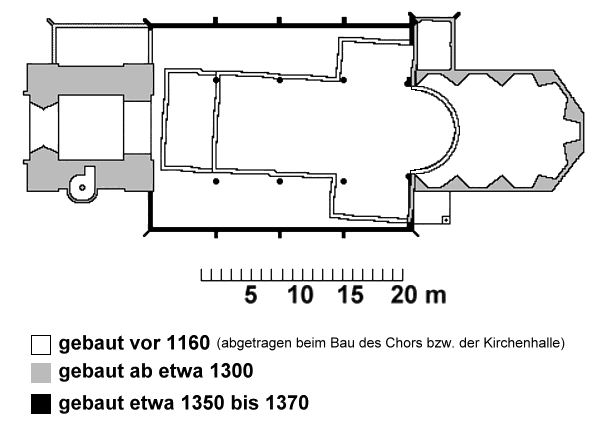
Grundriss der gotischen Stadtkirche mit dem Vorgängerbau

Viele Erkenntnisse über den Kirchenbau gewann man erst nach 1953, als nach einem Brand der komplette Innenraum restauriert werden musste. Dabei unternahm man Grabungen unter der Kirche. Dadurch ließ sich die Geschichte der Stadtkirche bis in das frühe 11. Jahrhundert zurückverfolgen. Da schriftlich Zeugnisse, besonders bis zum 13. Jahrhundert, fehlen, konnten einige Ereignisse und Gegebenheiten in der Geschichte der Kirche nur noch durch diese Ausgrabungen ermittelt werden. Einiges kann man aber auch nur aufgrund der zeitlichen Abläufe in der Abtei Hersfeld oder in der Marktgemeinde bzw. der Stadt Hersfeld mutmaßen.

#### Chor und Marienkapelle
Ab etwa 1305 wurde Hersfeld gemeinsam durch die drei Stände Konvent, Ritter und Stadt regiert. Es herrschte wohl aber Friede zwischen der Abtei und Stadt, so dass die Planung einer größeren Stadtkirche in dieser Zeit angesetzt werden kann. Im ersten Bauabschnitt ersetzte man die kleine Apsis im Querschiff durch einen gotischen zweijochigen Chor, dessen polygonale Apsis in einem 5/8-Schluss endet. Die Achse des neuen Chores wurde genauer in die West-Ost-Richtung ausgerichtet.
Die Höhe des noch romanischen Langhauses und des Querschiffes war nach diesen Baumaßnahmen um mehrere Meter niedriger als der neue Chor. Der Chor wurde vermutlich nach dem Vorbild der landgräflichen Residenz in Marburg erbaut. Die dortige Schlosskapelle (eingeweiht 1288) und der Chor der ältesten Pfarrkirche Marburgs, der St.-Marien-Kirche (erbaut 1297), weisen architektonische Parallelen auf. Die in Dreieckform nach innen gezogenen Chorstreben finden sich allen drei Kirchenbauten wieder.

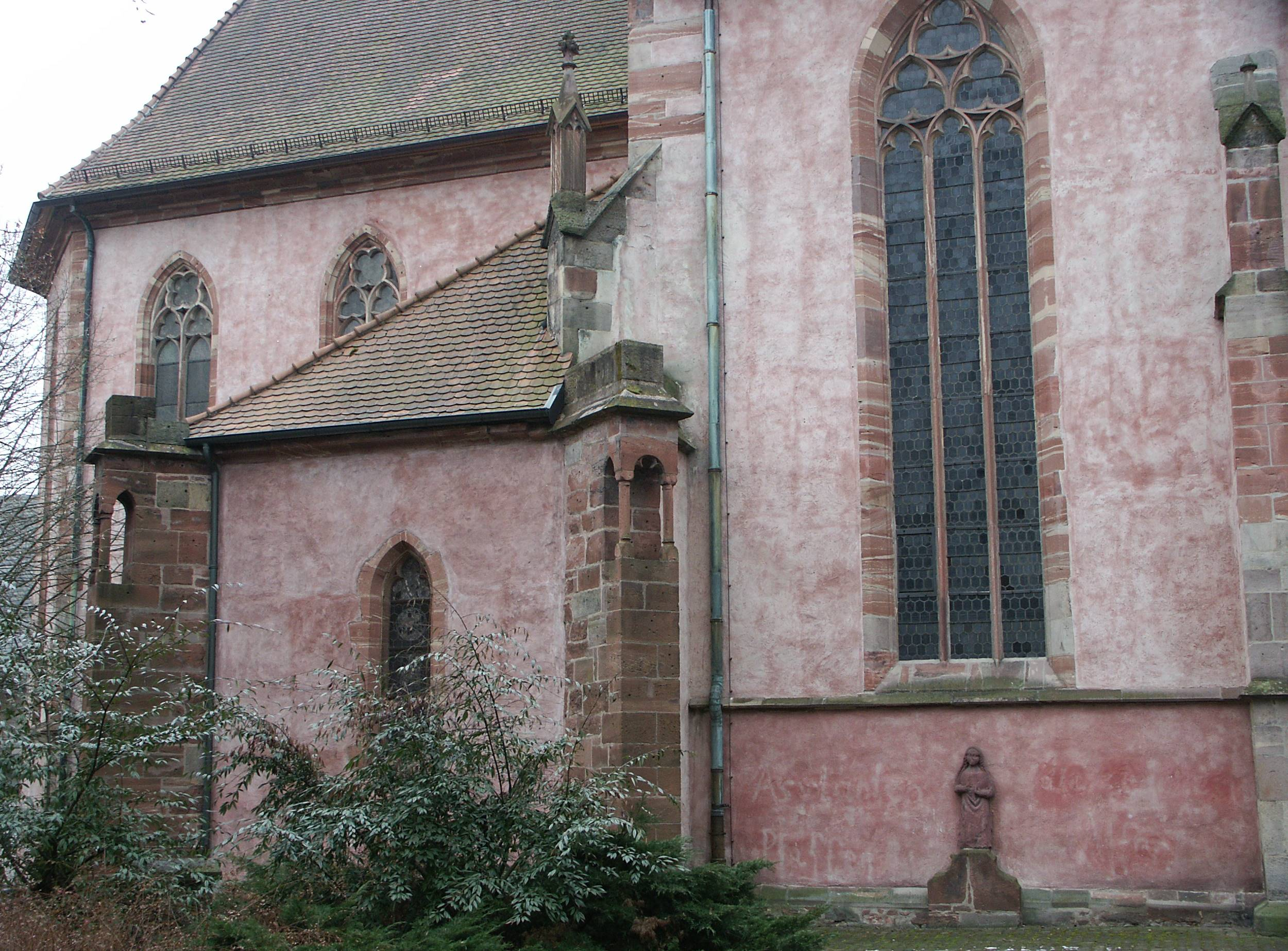
Anbau der ehemaligen Marienkapelle auf der Nordseite der Kirche mit daneben stehender Heiligenfigur

Zu diesem Bauabschnitt gehörte auch der Bau einer kleinen zweijochigen Marienkapelle (heute Sakristei), die an der Nordwand des neuen Chores und angelehnt an das alte Querschiff in Richtung des alten Stadtfriedhofes (heute Kirchplatz) gebaut wurde. Die herausgehobene Bedeutung dieses Anbaus (praedictae ecclesiae annexa), lässt sich schon außen, an der Gestaltung der Strebepfeiler erkennen. Der Strebepfeiler über dem Dach der Marienkirche hat eine Fiale mit Maßwerk und Kreuzblume. Die restlichen Strebepfeiler der Kirchenhalle haben dagegen nur sehr schlicht gestaltete Fialen oder sie fehlen sogar ganz. Die Strebepfeiler des Kapellenanbaus haben einen Abschluss in Form von Tabernakeln, in denen sich vermutlich Heiligenfiguren befanden. Auch diese Tabernakel findet man an der Kirche sonst nicht. Der Vikar hatte über eine enge Tür vom Chor aus Zugang zur Kapelle. Eine Nische im Inneren des kleinen Raumes, wie sie an der Epistelseite von Altären üblich ist, weist noch heute darauf hin, dass es hier einen Altar gab. An den zwei Außenwänden gab es vermutlich Bogenöffnungen (mit Schranken), die es auch größeren Menschenmengen erlaubte, von außen ins Innere der Kapelle zu schauen. Die Bedeutung des Marienaltars lässt sich auch an der Anzahl der gestifteten Vikarien erkennen. Neben dem Hochaltar im Chor war es nur der Marienaltar, dem zwei Stiftungen zukamen. In der Stadtkirche schloss man damit an die Tradition der Marienverehrung in der Frauenbergkirche an.

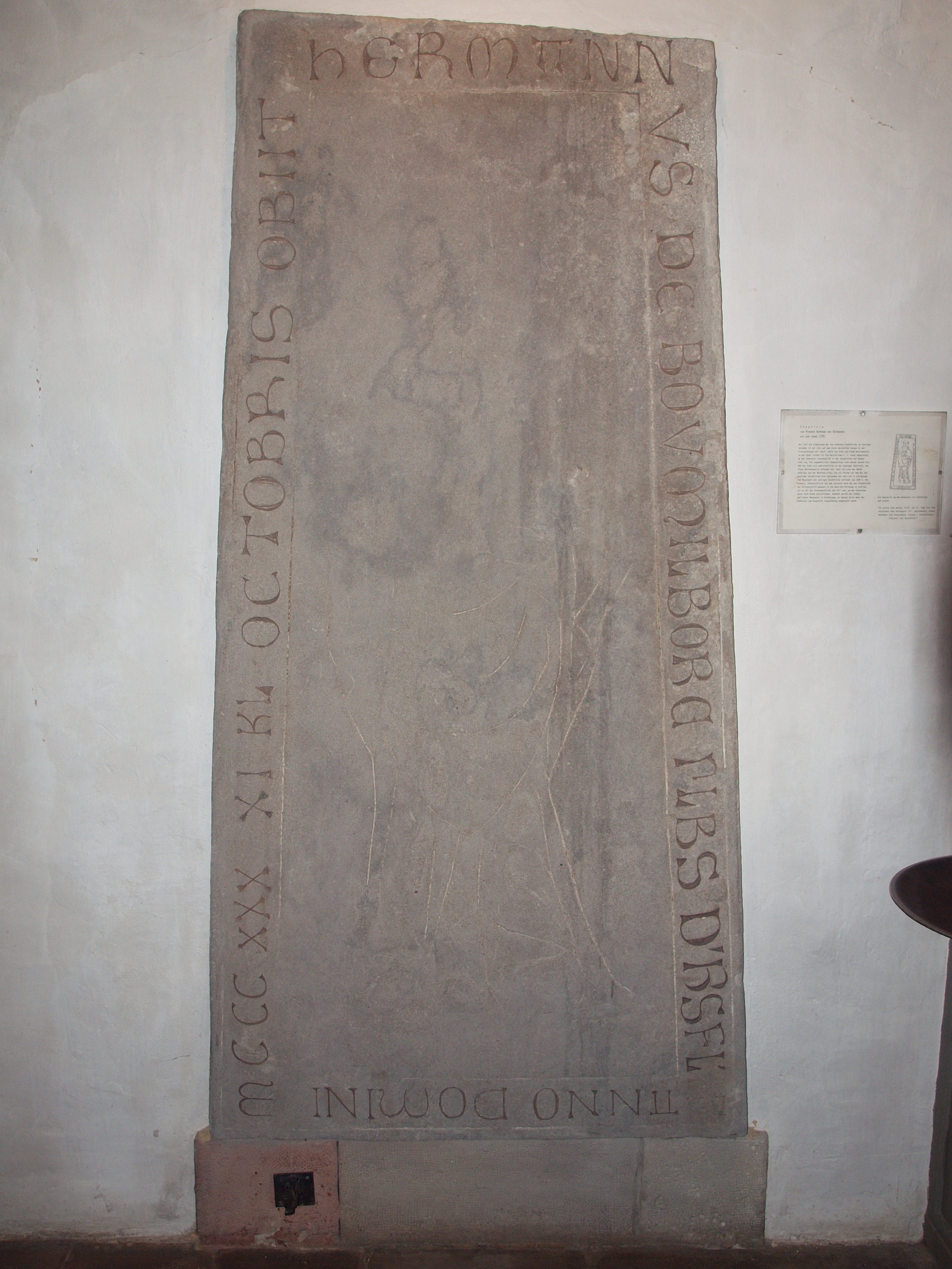
Grabplatte von Hermann de Boumilborg

Durch einen von Johannes XXII. ausgestellten päpstlichen Gnadenbrief, der allerdings nur auszugsweise als Abschrift erhalten ist, lässt sich der 6. August 1323 als Tag der Weihe des neuen Hochaltars ausmachen. Die Kirche und der Hochaltar wurden den Heiligen Vitus und Antonius geweiht. Es ist weiterhin wahrscheinlich, dass mit diesem Gnadenbrief die Pfarr-Rechte von der Frauenbergkapelle auf die Stadtkirche übergingen. Der erste Pfarrer (plebanus de Hersfeld) der gotischen Stadtkirche, der vermutlich auch den Neubau geplant und beaufsichtigt hat, war Hermann von Boumilborg (heute von Boyneburg). Am 27. Dezember 1328 stiftete er eine Vikarie auf den Hochaltar des neuen Chors. Er starb am 21. September 1330, wie es seine Grabplatte, die heute an der Südwand links neben dem Rathausausgang steht, beurkundet. Die trapezartige Form der Grabplatte und die baulichen Gegebenheiten im Jahr 1330 lassen vermuten, dass sein Grab in der Marienkapelle war.
Es bestehen auch Anhaltspunkte, die vermuten lassen, dass Hermann auch Pfarrer in Mecklar-Meckbach war, wo die Herren von Boyneburg zu dieser Zeit einen Nebensitz hatten.

#### Turmbau

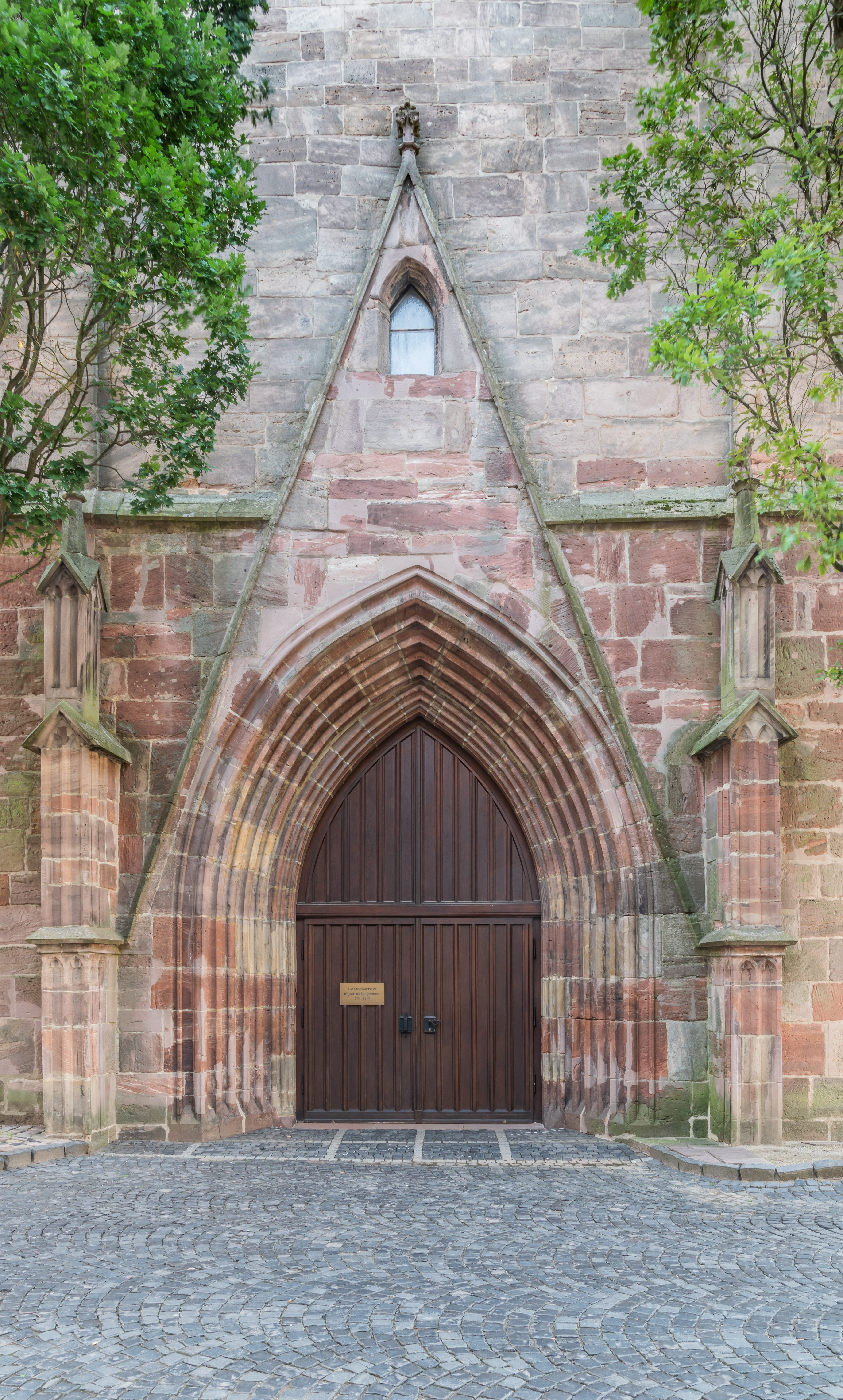
Westportal

Wie oben schon erwähnt, konnte der Abt ab etwa 1305 nicht mehr an den Ständen vorbei, direkt über Hersfeld regieren. Die Gegensätze zwischen der Stadt und der Abtei wurden schärfer, so dass der Abt 1328 mit dem Bau des stark befestigten Schlosses zu den Eichen außerhalb der Stadt begann. In diesem Jahr wurde dort der Bergfried in die Höhe gezogen.
Dies mag ein Anlass gewesen sein, dass man um 1330 die Erweiterung der Stadtkirche nicht mit einer neuen Kirchenhalle fortsetzte. Stattdessen wurde in einigem Abstand, westlich von dem romanischen Langhaus, ein einzeln stehender Kirchturm als trutziger Wehrbau errichtet. Dieser Turm wurde in seiner Achse an dem 1323 erbauten Chor ausgerichtet und hatte zwei Stockwerke. Das zweite Stockwerk ist über eine schmale Wendeltreppe erreichbar, die man auch heute noch benutzen muss, um auf den Turm zu kommen. Sie ist von außen an der Turmsüdwand zu sehen. Diesem Turm wurde vermutlich ein Dachreiter aufgesetzt, der eine Glocke aufnahm. Das Westportal im Erdgeschoss des Turmes wurde von einem Wimperg gekrönt und mit Fialen flankiert. Auch dieser Wimperg hat stilistische Parallelen mit einem Kirchenportal in Marburg. Es ist das Portal im Nordturm der Elisabethkirche, der nach 1319 erbaut wurde.

#### Kirchenhalle

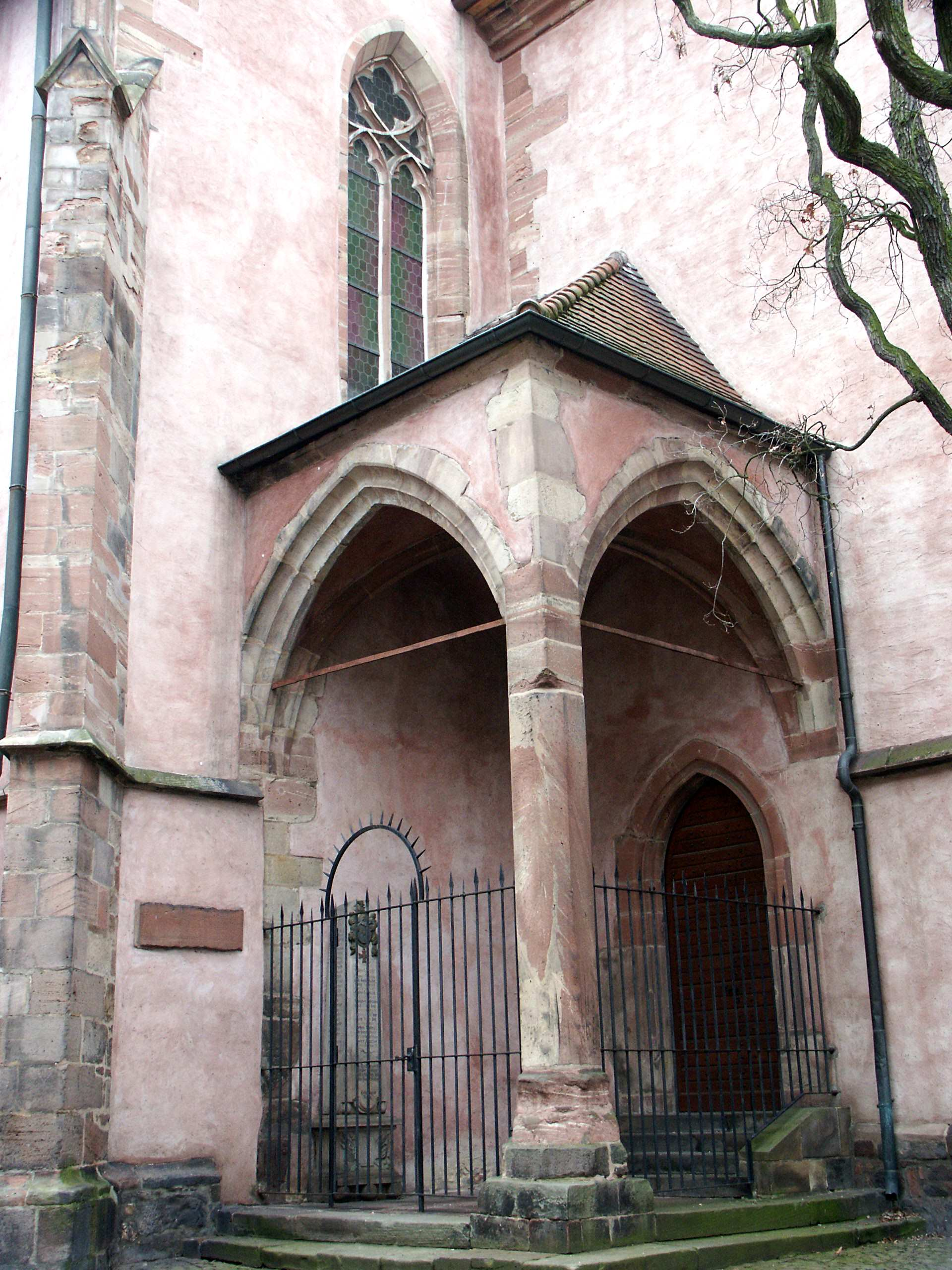
Chorpforte mit Fester in der Kirchenostwand

Der Baubeginn der Kirchenhalle ist um 1350 anzusetzen. Im Stift regierte der auf Ausgleich gesinnte Johann von Elben (1343–1367), so dass man gemeinsam an den Bau der dreischiffigen hochgewölbten, aus vier Jochen bestehenden Halle ging. Der Abstand zwischen dem Kirchturm und dem Chor betrug 100 hessische Fuß (etwa 25 m). Man zog die Seitenwände vom Kirchturm bis zum Chor, um die bestehende alte Basilika hoch. Um zu ihr weiterhin Zugang zu haben, baute man in der südlichen Chorwand eine breite Tür ein. Um der Chorpforte mehr Bedeutung zu verleihen (sie war nur für den Abt, die Chorherren und hohe Würdenträger da), baute man ihr eine kleine Vorhalle an. Für die Bevölkerung wurde die alte enge Tür aus der Marktbasilika in die Nordwand der Kirchenhalle gesetzt. Als man die achteckigen Pfeiler und die 18 m hohen Kreuzrippengewölbe baute, blieb nur noch das ehemalige Querschiff der Marktbasilika stehen, bis die Überdachung der neuen Kirchenhalle fertig war. Dann brach man auch das alte Querschiff ab, das jetzt vollständig in der neuen Halle stand. Lediglich die Schulterstücke dieses Querschiffes blieben stehen, da sie auf der nördlichen Seite als Rückwand der Marienkapelle und auf der südlichen Seite als Träger für die Chorvorhalle dienten.

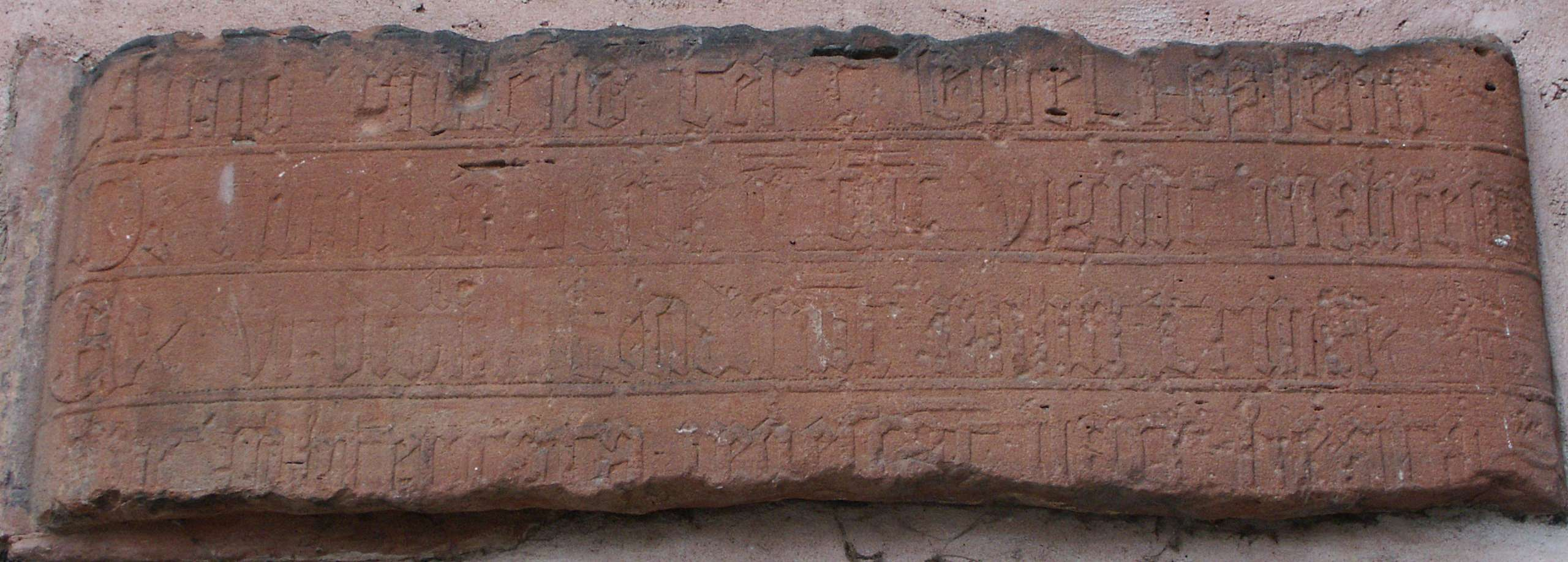
Peststein

Der Bau wurde erheblich verzögert. Der erste Grund war die Pestepidemie im Jahre 1356, bei der 3000 Hersfelder starben. Ein Peststein neben der Chorvorhalle (vermutlich ein Rest einer Grabanlage oder eines Denkmals) trägt eine lateinische Inschrift. Frei übersetzt steht da:  Im Jahre 1356 sind von der fürchterlichen Pest, aus göttlichem Ratschluss dreitausend gefallen und hier beerdigt worden. Sie ruhen in seligem Frieden .
 Der zweite Grund ist in einem drohenden Einsturz der Nordwand zu suchen. Dem begegnete man, indem vier breitere Strebepfeiler außen an der Hallenwand gebaut wurden. Dies sieht man noch heute, da die Strebepfeiler an der Nordwand breiter sind als an der Südwand. Auch legte man die Gewölbescheitel höher als vorgesehen, um die Querkräfte auf die Seitenwände zu reduzieren.
Im Jahr 1371 wurde die neue Osterglocke in dem Kirchturm aufgehängt. Es ist daher anzunehmen, dass der Bau der Kirchenhalle vollendet war. Diese erste große Glocke war eine „assumptionis Mariae“, eine Marienglocke. Dies unterstreicht ein weiteres Mal die Übernahme der Marienverehrung aus der Frauenbergkirche.

#### Beinhaus und neue Marienkapelle
Die nächsten Veränderungen sind dann erst im 15. Jahrhundert wieder nachzuweisen. Die Errichtung einer Kapelle auf dem Frauenberg im Jahre 1422 lässt vermuten, dass man den Bergfriedhof wieder und in der Folge den Kirchhof in der Stadt nicht mehr benutzte. So ist der Bau eines Beinhauses in dieser Zeit anzunehmen. Es wurde an die Nordseite des Turmes angebaut. Eine Tür zu dem Beinhaus brach man in die Westwand der Kirchenhalle. Die hochgotischen Fenster deuten auf einen Bau aus dem 15. Jahrhundert hin.
Für die genauere Datierung könnten zwei Jahre in Betracht kommen. Man vermutet, dass der Raum über dem Beinhaus den Marienaltar aus der alten Marienkapelle aufnahm. Es war daher wohl die neue Marienkapelle. Auch der Vitalisaltar ist in diesem Raum nachweisbar. Aus der alten Marienkapelle wurde eine Sakristei, die bisher hinter dem Hochaltar im Chor war. Aus dem Jahr 1411 ist bekannt, dass die Hersfelder Familie Kettenbur eine zweite Vikarie auf den Marienaltar stiftete. Dies könnte mit dem Umzug des Marienaltars in die neue Marienkapelle über dem Beinhaus zusammenhängen. Somit wären das Beinhaus und die Marienkapelle um das Jahr 1410 erbaut worden.
Andererseits versuchte Albrecht von Buchenau (1418 bis 1438) am Anfang seines Abbatiates noch einmal, die direkte Herrschaft über die Stadt zu erlangen. Anlässlich der Vitalis-Prozession im Jahre 1418 suchte er die Konfrontation mit der Stadt. Er konnte sich allerdings nicht durchsetzen. Ab dem Jahr 1432 hatten Stadt und Abtei denselben Schutzherren, die Landgrafen von Hessen. In diesem Umfeld kam es 1439 zu einem Freundschaftsvertrag zwischen Stadt und Abtei, in dem der Abt Konrad von Hirtzenrode die Rechte der Bürger bestätigte. Im selben Jahr beschädigte der große Stadtbrand auch die Kirche. Das bedeutet, dass das Beinhaus und neue Marienkapelle im Zuge der Reparaturarbeiten auch in dieser Friedenszeit um 1440 entstanden sein könnten.
In der ersten Hälfte des 15. Jahrhunderts zog man in das Erdgeschoss des Kirchturms ein spätgotisches Sterngewölbe ein. Die noch erhaltenen Zunftwappen im Gewölbe (der Tuchmacher und Schuhwerker) lassen den Schluss zu, dass hier eine Zunft- oder Magistratskapelle eingerichtet wurde. Der Raum diente wohl noch nicht als Durchgang zur Kirche, da von hier aus auch die Glocken im Turm geläutet wurden. Die Löcher im Gewölbe, durch die die Seile zu den Glocken geführt wurden, erinnern heute noch daran.

#### Ausbau des Kirchturms

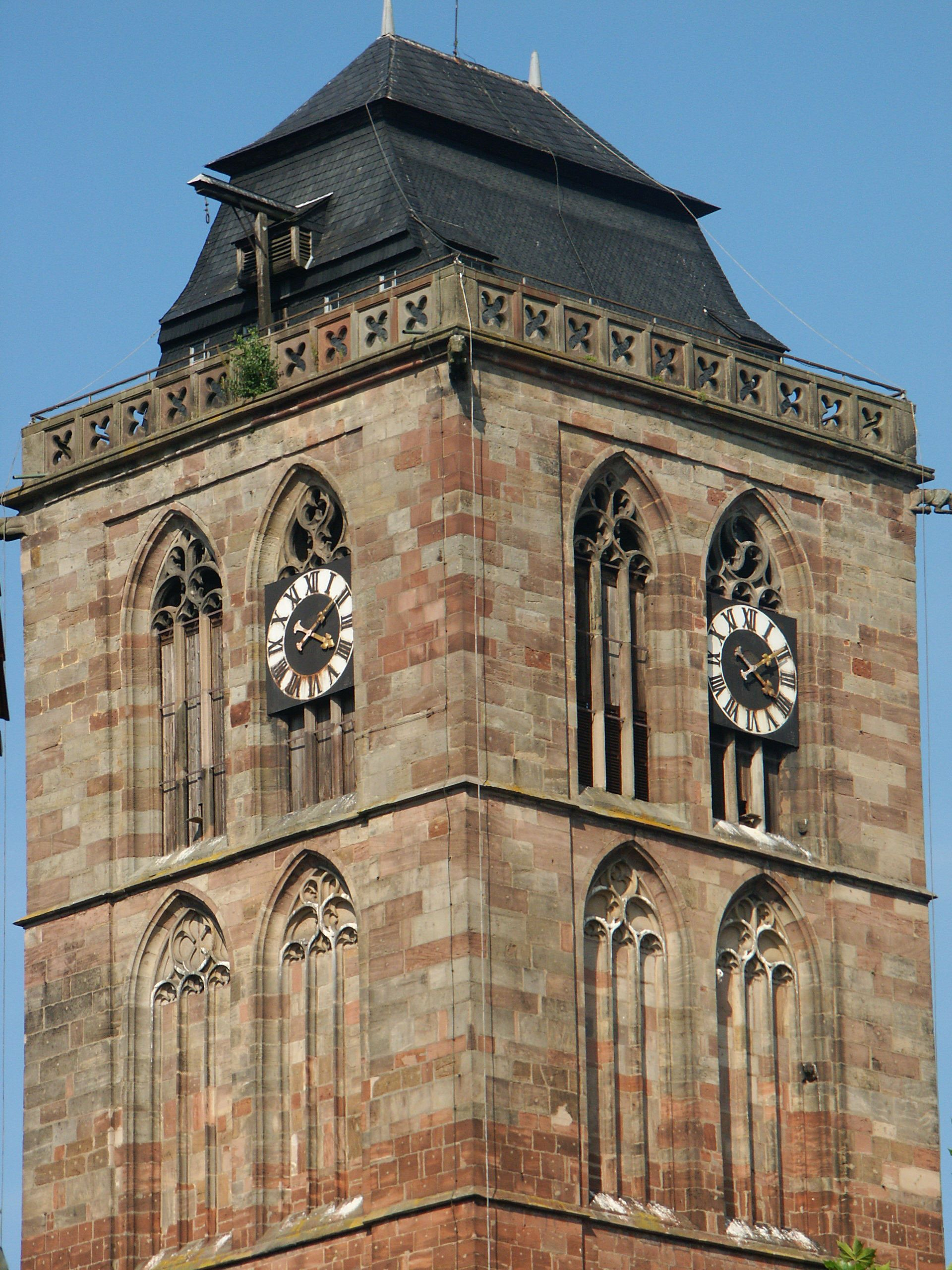
Kirchturm mit dem Maßwerk der obersten zwei Stockwerke

Weiter ging es mit dem Ausbau des Kirchturms erst im 16. Jahrhundert. Dem zweistöckigen Turmstumpf wurden weitere vier Stockwerke aufgesetzt. Die Türmerwohnung war damit 40 m über der Stadt (222 Stufen sind es noch heute, die man zur Türmerwohnung steigen muss). Das im fünften Stock blind aufgesetzte und im sechsten Stock offene Maßwerk ist im spätgotischen Stil der Fischblasenornamentik gehalten. Auch die steinerne Brüstung des umlaufenden Wachganges, die vier als dämonische Fabelwesen gestalteten Wasserspeier und Neidköpfe (drei befinden sich auf der Südseite, einer im Osten und einer im Westen, alle jeweils in den Stabwerken der Fenster in den obersten zwei Stockwerken), weisen auf die Spätgotik hin.

Neidköpfe am Turm
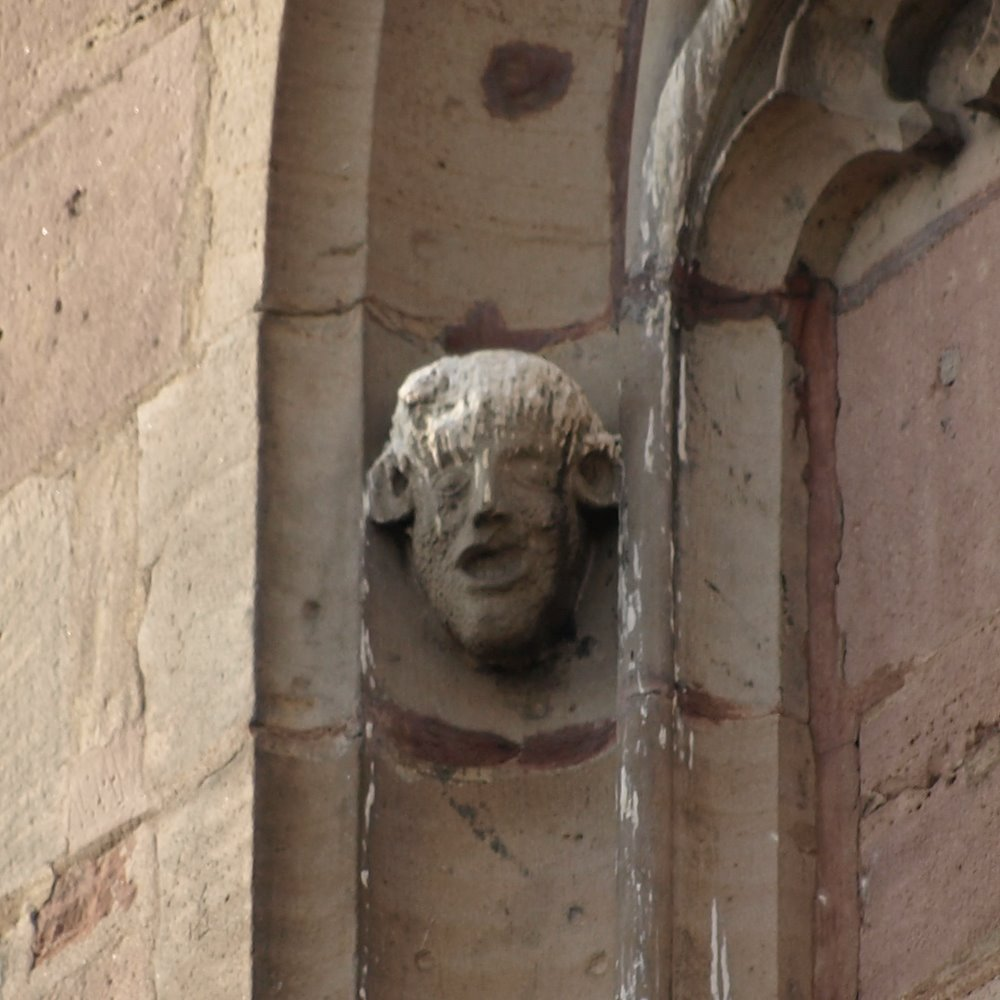
Südseite
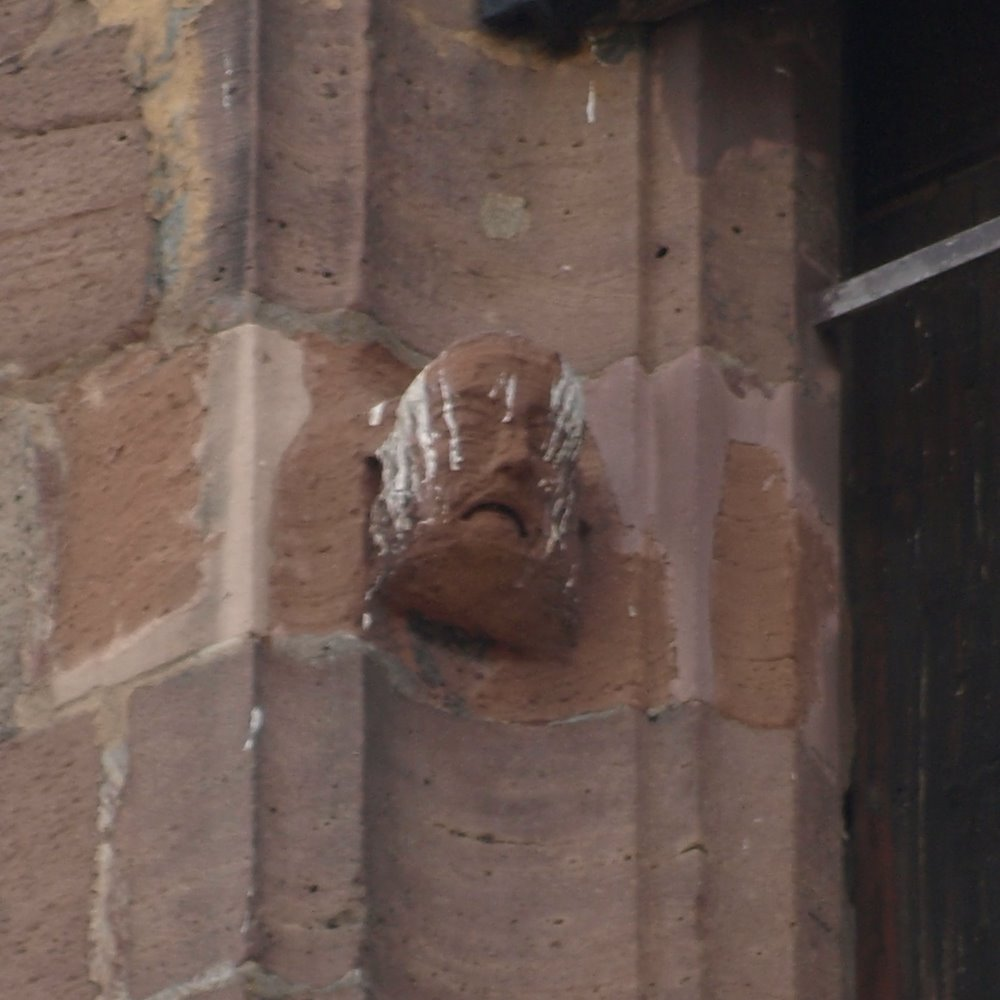
Ostseite

Der genauere Zeitraum ist lediglich an zwei Schenkungsurkunden an die Bauhütte der Pfarrkirche ablesbar. Die eine stammt vom 24. April 1505, in der die Frau von Johannes von Buchenau, Ymmel, einen Garten zur „Ausbesserung und Erbauung des Turmes“ übereignete. Die zweite Urkunde stammt vom 14. Januar 1508, in der Bürger Hentz Hainer „zur Errichtung des Turmes und zur Erhaltung der Pfarrkirche“ spendete. Des Weiteren wurden 1532 im Hersfelder Salbuch Gülten (Grundschulden) erwähnt, die „zur Erbauung des Turmes an der Stadtkirche“ dienten. Somit kann die Zeit zwischen 1500 und 1520 für den Ausbau angenommen werden. Danach wäre durch die Reformation, den Bauernkrieg und die anschließende Besetzung Hersfelds durch hessische Truppen kein Bau mehr möglich gewesen. In dieser Zeit wird wohl ein provisorisches Dach gesetzt worden sein.
Der Sandstein der obersten zwei Stockwerke weist eine deutlich hellere Färbung auf als der übrige Turm. Daher gibt es auch Veröffentlichungen, die die Meinung vertreten, dass die ersten vier Stockwerke bereits um 1350 entstanden sind. Dies ist aufgrund der fehlenden Baufuge (zwischen dem vierten und fünften Stock) am Turm nicht nachweisbar. Wenn man dieser Meinung folgt, könnten die letzten zwei Stockwerke auch später entstanden sein. Dies könnte dann in den Jahren vor 1584 geschehen sein, da zu diesem Zeitpunkt das abgewalmte Satteldach über der Türmerwohnung und der spitzschlanke Dachreiter standen. Dies geht aus einer Inschrift hervor, die in das Stützgebälk geschnitzt wurde, die die Türmerwohnung und das Dach trägt. Wörtlich steht dort:
Topographia Hassiae
| ADAM RODT HN BROTHECKER |
| ANNO DOMININ 1584       |
| DEN IIAVGVSTII          |

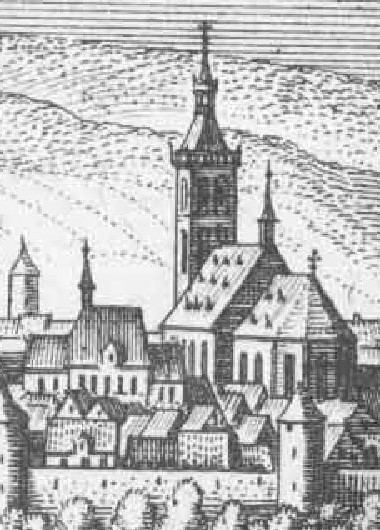
Stadtkirche in der Topographia Hassiae von Matthäus Merian

Die Inschrift bezieht sich damit auf den von 1565 bis 1574 amtierenden Bürgermeister Hen (Johann) Brothecker von Hersfeld. Zwei Kupferstiche von Wilhelm Dilich, die jeweils aus dem Jahre 1591 und 1604 stammen, zeigen ebenfalls den fertigen Turm mit Dach.
Eine kleine, unscheinbare Sonnenuhr, die um 1520 datiert wird, befindet sich am vorletzten Strebepfeiler an der südlichen Hallenwand. Sie ist damit die älteste öffentliche Uhr von Bad Hersfeld.

### Innenraum

#### Fresken
Im Chor wurden mittelalterliche Wandmalereien entdeckt. Beiderseits des Altars kann man heute wieder zwei blass gewordene, lebensgroße Heiligenbilder erkennen. Diese Heiligenbilder wurden in einem Ablassbrief vom Generalvikar des Mainzer Erzbischofs erwähnt. Die am 9. September 1503 ausgestellte Urkunde spricht von einem Marienbild und weiteren Fresken der Heiligen Veronika, Katharina und Barbara.
Ein weiteres sehr gut erhaltenes Fresko ist über der Sakramentsnische im hinteren Teil des Chors zu sehen. Es zeigt zwei Engel, die eine Monstranz halten. Die Malerei wird in das 15. Jahrhundert datiert und hat westfälische Einflüsse.

#### Schlusssteine und weitere figürliche Darstellungen

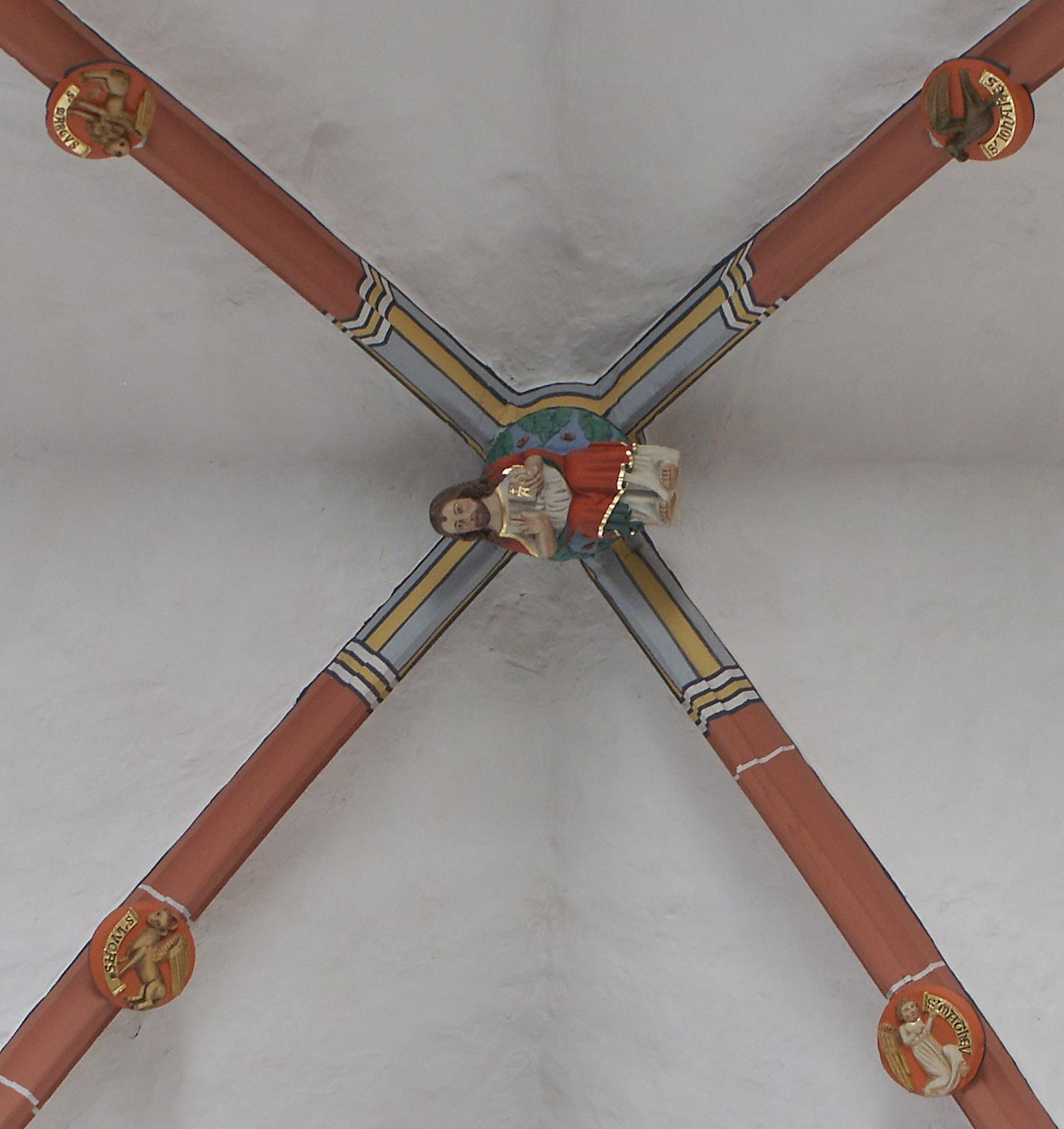
Schlussstein, Christus als Lehrer mit vier Ziersteinen

Die Schlusssteine in den Schnittpunkten und die begleitenden Ziersteine in den Scheitelpunkten der Gewölberippen stellen bildlich das Wesentliche der Heilsgeschichte dar. Da viele Menschen im Mittelalter nicht lesen konnten, verlangte schon Karl der Große eine biblia pauperum, eine aus dem Stein sprechende Predigt.
Die Figuren auf den Schlusssteinen im Chor sind dem Prediger zugewandt. Dort sieht man Christus als Weltenrichter, mit den fünf Wundmalen vor der Mandorla sitzend, und einen Engel mit den Leidenswerkzeugen.
Der Gemeinde zugewandt sind die Figuren in der Kirchenhalle. Im Hauptschiff sticht der lächelnde Christus hervor, der als Lehrer dargestellt ist. In seiner Linken hält er die offene Bibel (mit goldenem Alpha und Omega) und segnet die Gemeinde mit seiner rechten Hand. Hinterlegt ist dieser Schlussstein mit Eichenlaub (wahrscheinlich eine Symbolik, dass Christus über den germanischen Gott Donar triumphiert, siehe auch Donareiche). Dieser Stein wird mit vier Ziersteinen auf den Gewölberippen umrahmt, auf denen die Symbole für die Evangelisten Matthäus (Mensch), Markus (Löwe), Lukas (Stier) und Johannes (Adler) zu sehen sind.

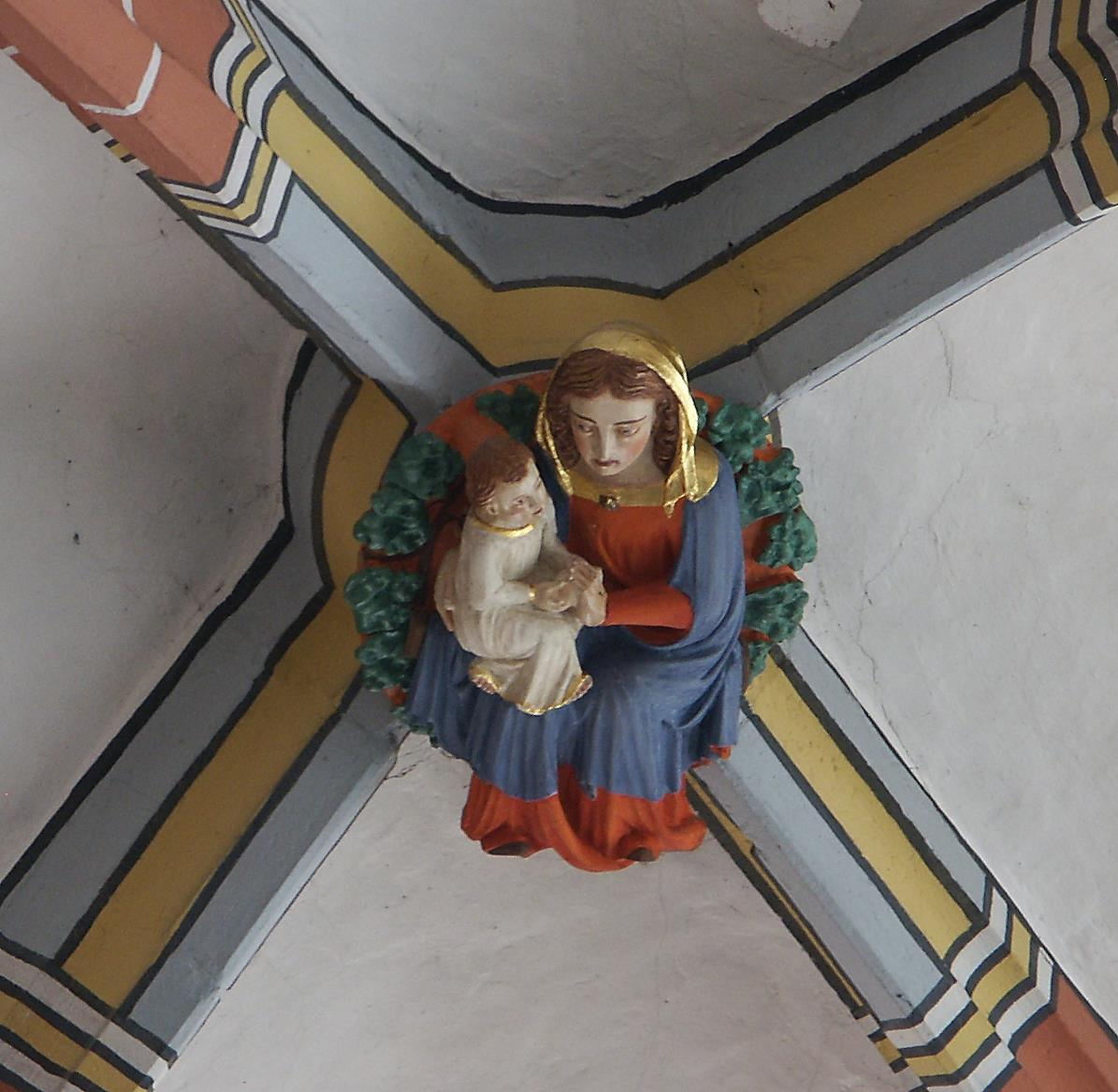
Schlussstein, Maria mit dem Kinde

In den Seitenschiffen haben die Schlusssteine das Thema Nächstenliebe, wobei im südlichen Seitenschiff weibliche und im nördlichen Seitenschiff männliche Figuren dargestellt sind. Hieran erkennt man noch die alte Sitzordnung in Kirchen, wo Frauen und Männer getrennt saßen. Im südlichen Seitenschiff findet man Maria mit dem Kinde und im nördlichen Seitenschiff St. Martin als Ritter dargestellt. Der dazugehörende kniende Bettler ist auf einem separaten Stein am Rand des Gewölbes zu finden.
Weiterhin sind viele Schluss- und Ziersteine vorhanden, die Pflanzen darstellen. Man sieht Weinlaub, Eichenlaub, Kleeblatt, Schöllkraut, Bibernelle, Zaunrübe, Bilsenkraut, Weinreben und Heckenrose. Neben der symbolischen Bedeutung (z. B. die Heckenrose für Marias Jungfräulichkeit oder die Weinrebe für Christus, der Reben anbietet), nehmen die Steine auch Bezug auf das Volkswissen über die Heilwirkung dieser Pflanzen. Dies geschah wohl in der Tradition von Hildegard von Bingen, Albertus Magnus und Konrad von Megenberg. Dies muss auch im Kontext des Pestjahres 1356 gesehen werden. In dieser Zeit wurde die Kirchenhalle erbaut.
Ein besonderer Schlussstein, der ein Gesicht, umrankt mit vier Blättern und einem Scheibenrand mit neun Blüten zeigt, ist nicht in Richtung der Gemeinde ausgerichtet. Hier verweist die Zahlensymbolik der 9 auf germanische Glaubens- und altfränkische Rechtsvorstellungen. Ein Neugeborenes musste zum Beispiel neun Tage alt sein, um erbfähig zu sein, oder neun Kräuter musste man im Frühjahr essen, um Reinigung und Stärkung für das Jahr zu erlangen. Man bezog sich damit auf magische erdgebundene Kräfte, um seine Zukunft positiv zu beeinflussen. Diese Kräfte schauten daher aus der Erde nach oben und konnten damit den Schlussstein richtig herum sehen. Man wollte damit wohl nach dem mittelalterlichen Glauben die Erdgeister oder gar den Teufel selbst fernhalten.
Stilistische Vergleiche zu den Schlusssteinen weisen darauf hin, dass der erste Künstler der die Chorschlusssteine geschaffen hat, aus der Bauhütte der Marburger Elisabethenkirche gekommen ist. Ein weiterer Künstler (lehrender Christus, Maria mit dem Kind) orientierte sich an der rheinischen Gotik (Freiburg, Straßburg, Oberwesel). Einem dritten Künstler (St. Martinsstein, Orgelkonsolenstein im Hersfelder Museum) sind auch Arbeiten im Fritzlarer Petersdom (Sakramentshäuschen) zuzuordnen.

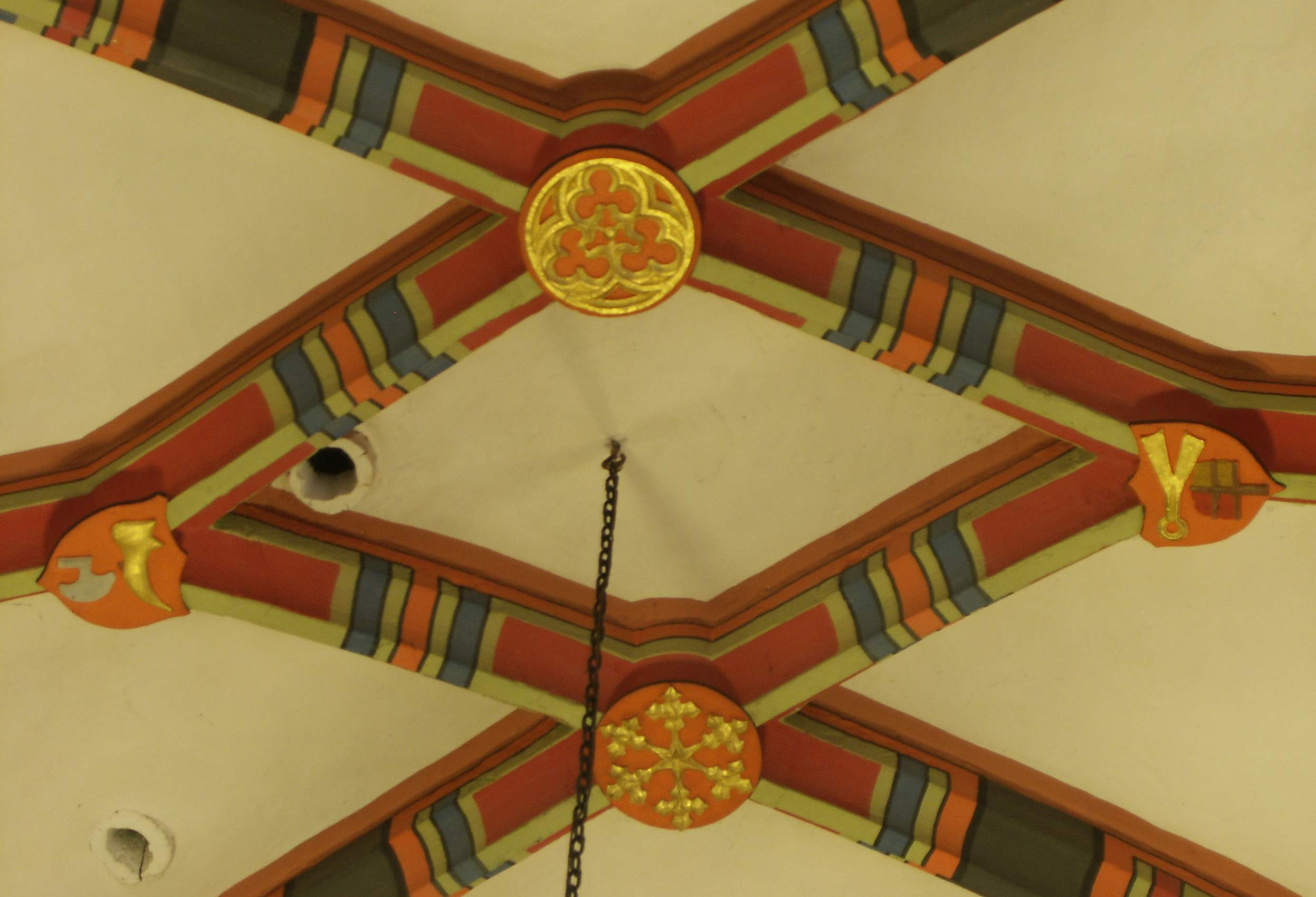
Zunftwappen im Erdgeschoss des Kirchturmes

Im spätgotischen Sterngewölbe in der Eingangshalle des Kirchturmes sind zwei Ziersteine mit Zunftwappen zu sehen. Das eine zeigt Ledermesser und Schuhleisten (Schuhmacher), das andere zeigt Rauherkratze und Tuchschere (Tuchmacher).
Über dem Westportal beiderseits der Orgel laufen die Gewölberippen an der Westwand der Kirchenhalle zusammen und enden auf einer Steinkonsole. Die Konsole auf der südlichen Seite war zur Zeit des Bildersturmes der Calvinisten unerreichbar hinter der damaligen Orgel verborgen, so hat sich hier der alte Schmuck mit einem Teufelskopf erhalten. Die Konsole auf der nördlichen Seite war aber erreichbar, hier wurden alle bildlichen Darstellungen entfernt. Ein weiteres Zeugnis des Bildersturmes ist ein abgeschlagenes steinernes Andachtsbild im hinteren Teil des Chors. Nach alten Schriften waren dort Johannes und Maria unter dem Kreuz abgebildet.
Die einzig vollständig erhaltene Heiligenfigur aus Stein steht heute in der Kirche rechts neben dem Westportal. Eine Abbildung der Figur steht an ihrem ursprünglichen Ort, außen an der nördlichen Kirchenhallenwand neben der ehemaligen Marienkapelle (heutige Sakristei). Aufgrund der Nähe zur ehemaligen Kapelle kann man annehmen, dass es sich um eine Marienfigur handelt. Warum sie den Bildersturm überstanden hat, ist nicht mehr feststellbar (wurde eventuell versteckt und später an der Nordwand aufgestellt).

#### Bleiglasfenster
Die ältesten Bleiglasfenster der Kirche haben in der Marienkapelle über dem Beinhaus und in der Sakristei die Zeiten überdauert. Die gotischen Fenster stammen aus der ersten Hälfte des 15. Jahrhunderts (vermutlich nach dem Stadtbrand entstanden). Nachdem der Hessische Landgraf 1798 die gotischen Fenster aus dem Chor und der Kirchenhalle für seine Löwenburg gekauft hatte, befanden sich die alten Buntglasfenster nur noch in den Maßwerkspitzen und in den oben genannten Räumen. Der Kirchenbrand von 1952 zerstörte in der Kirchenhalle viele dieser alten Fenster. Bei der Wiederherstellung der Kirche baute man die Reste der alten Fenster dort aus und verwendete sie für die Fenster in der Marienkapelle und der Sakristei. In der Sakristei ist unter anderem das so genannte Nikolausfenster erwähnenswert. Die Fenster wurden 2018 restauriert.

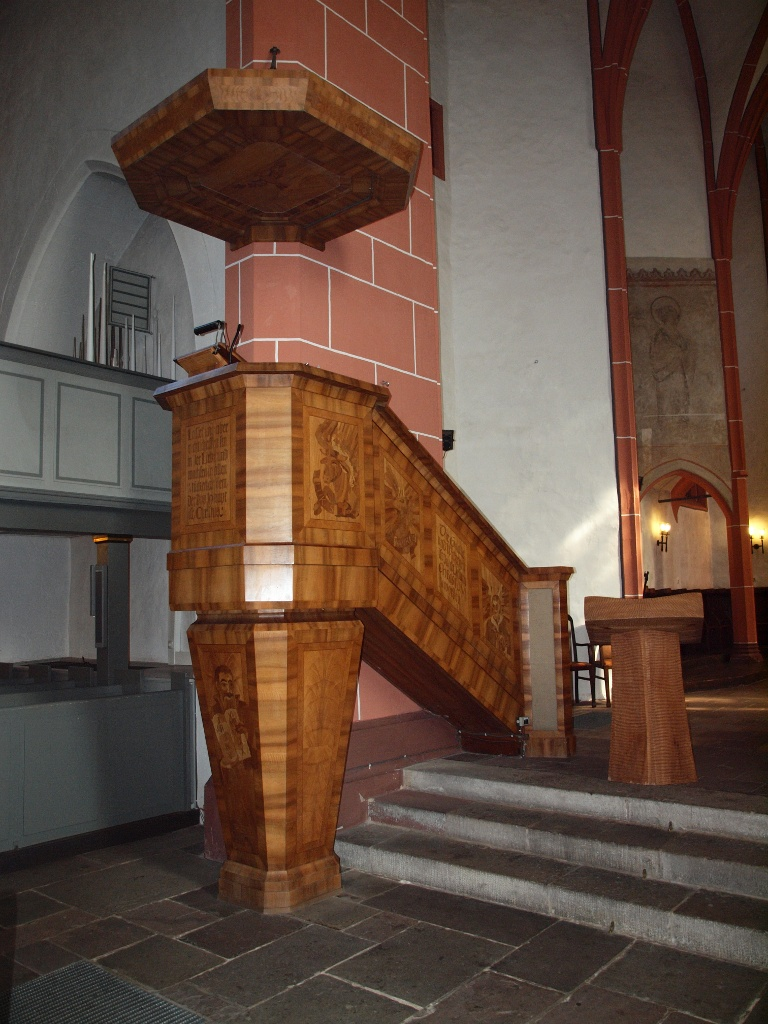
Kanzel mit Intarsien

Der Chor wurde mit fünf neuen Buntglasfenstern ausgestattet, die der Glaskünstler Hans Gottfried von Stockhausen entwarf. Die drei Fenster im Zentrum des Chores haben die Grundfarben der Trinität, diese Fenster werden ergänzt durch ein alttestamentliches Fenster auf der linken Seite und ein Fenster auf der rechten Seite. Von links nach rechts sieht man im Chor:
- Das alttestamentliche Fenster, mit Szenen vor allem aus dem ersten Buch Mose,
- das Weihnachtsfenster, mit Szenen aus der Weihnachtsgeschichte in goldener Grundfarbe,
- das Passions- und Osterfenster, mit Szenen aus Matthäus und Johannes in blauer Grundfarbe,
- das Pfingstfenster, mit Szenen aus der Apostelgeschichte in roter Grundfarbe
- das rechte Fenster, mit Szenen zu den Themen Das Gnadenangebot Gottes und Der Ruf zum Dienst.

Am 14. Dezember 2006 erhielt die Stadtkirche das sechste Fenster, das Magnificatfenster im Osten über der Südempore. Auch dieses Fenster wurde von Hans Gottfried von Stockhausen entworfen.

#### Weitere Kirchenausstattung
Die Kanzel am nördlichen Pfeiler des Chorraumes wurde nach einem Entwurf von Landeskonservator Prof. D. Bleibaum angefertigt und trägt Intarsien, die vom Intarsienschneider W. Dupont stammen.

### Orgeln
In der Kirche gibt es zwei Orgeln: die Hauptorgel, und die Altarorgel.

#### Hauptorgel
Die Hauptorgel geht in ihrer äußeren Gestalt auf die Schwalbennestorgel zurück, die Bruno Döring aus Neukirchen 1974 über dem Westportal erbaute. Dieses Instrument hatte 57 Register, verteilt auf drei Manuale (Rückpositiv, Hauptwerk, Brustwerk, Echowerk [ohne eigenes Manual]) und Pedal. 2010 baute die Orgelbaufirma Hermann Eule (Bautzen) ein neues Orgelwerk in das Gehäuse von 1974. In dem Instrument wurden fünf Register unbekannter Herkunft aus der Zeit um 1900 wiederverwendet, die ab 1978 in dem Orgelwerk von Döring eingebaut worden waren. Die Orgel hat heute 49 Register (3.026 Pfeifen) inklusive einer Extension auf drei Manualwerken und Pedal. Die Schleifladen der einzelnen Werke werden ebenso wie bei der alten Orgel über eine mechanische Spieltraktur und elektropneumatische Registertraktur gesteuert. Die Orgel ist 7,80 m hoch und 6,90 m breit;
| I Positiv C–a3 |                  |        |
| 01.            | Principal        | 08′    |
| 02.            | Gedackt          | 08′    |
| 03.            | Quintadena       | 08′    |
| 04.            | Unda maris       | 08′    |
| 05.            | Octave           | 04′    |
| 06.            | Rohrflöte        | 04′    |
| 07.            | Waldflöte        | 02′    |
| 08.            | Sesquialter II 0 | 02 ⁄3′ |
| 09.            | Flageolet        | 01′    |
| 10.            | Mixtur III       | 01 ⁄3′ |
| 11.            | Fagott           | 16′    |

| II Hauptwerk C–a3 |                    |        |
| 12.               | Bordun             | 16′    |
| 13.               | Principal          | 08′    |
| 14.               | Flûte harmonique 0 | 08′    |
| 15.               | Gamba *            | 08′    |
| 16.               | Rohrflöte          | 08′    |
| 17.               | Octave             | 04′    |
| 18.               | Spitzflöte         | 04′    |
| 19.               | Quinte             | 02 ⁄3′ |
| 20.               | Superoctave        | 02′    |
| 21.               | Mixtur IV          | 02′    |
| 22.               | Cornett V (ab c1)  | 08′    |
| 23.               | Trompete           | 16′    |
| 24.               | Trompete           | 08′    |

| III Schwellwerk C–a3 |                    |         |
| 25.                  | Viola d‘amour      | 16′     |
| 26.                  | Geigenprincipal    | 08′     |
| 27.                  | Salizional         | 08′     |
| 28.                  | Lieblich Gedackt 0 | 08′     |
| 29.                  | Flauto amabile *   | 08′     |
| 30.                  | Aeoline            | 08′     |
| 31.                  | Vox coelestis      | 08′     |
| 32.                  | Traversflöte *     | 04′     |
| 33.                  | Fugara             | 04′     |
| 34.                  | Quintflöte         | 02 ⁄3′  |
| 35.                  | Flöte              | 02′     |
| 36.                  | Terzflöte          | 01 3⁄5′ |
| 37.                  | Progressio II–IV   | 02′     |
| 38.                  | Trompete           | 08′     |
| 39.                  | Oboe               | 08′     |

| Pedal C–f1 |                    |     |
| 40.        | Untersatz (Ext.) 0 | 32′ |
| 41.        | Principalbaß *     | 16′ |
| 42.        | Subbaß *           | 16′ |
| 43.        | Violon             | 16′ |
| 44.        | Octavbaß           | 08′ |
| 45.        | Baßflöte           | 08′ |
| 46.        | Octavbaß           | 04′ |
| 47.        | Posaunenbaß        | 16′ |
| 48.        | Trompetenbaß       | 08′ |
| 49.        | Trompete           | 04′ |

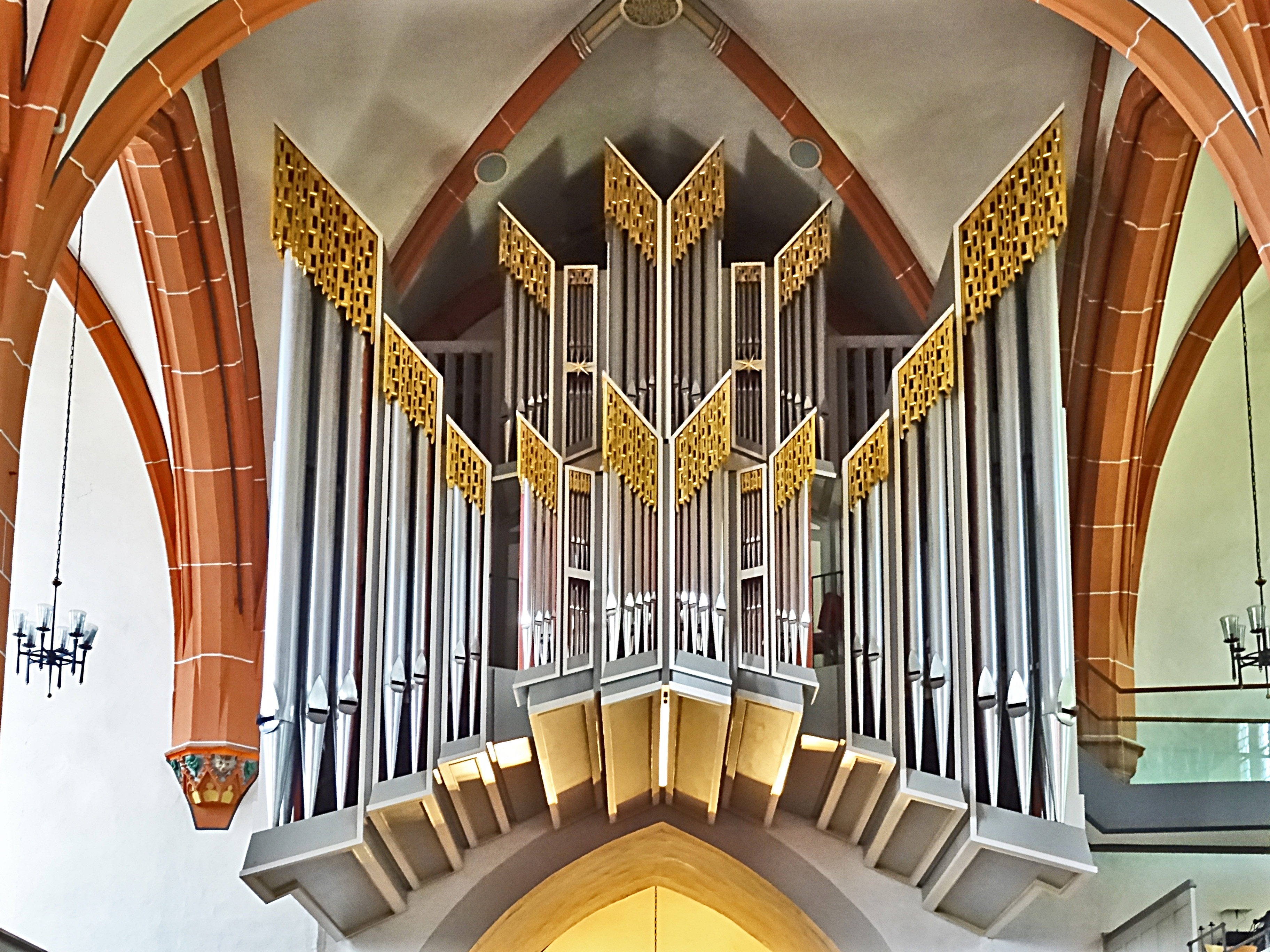
Hauptorgel von Eule aus dem Jahr 2010

Die mit * gekennzeichneten Register sind unbekannter Herkunft (um 1900) und wurden ab 1978 eingebaut.
- Koppeln: II/I, III/I, III/II, I/P, II/P, III/P, Sub III/II (III/II und Sub III/II über Eule-Koppelbarker)
- Spielhilfen: 9.999fach Setzer-Kombination, 4fach Registercrescendo (drei frei programmierbar), zwei Zimbelsterne, Schwelltritt für das III. Manual mit wechselwirkendem Handzug

#### Altarorgel
Im Chorraum (vor dem Choreingang) steht die Altarorgel (I+P/8), ein einmanualiges Schleifladeninstrument, 1954 von der Firma Emil Hammer Orgelbau, Hannover, mit geteilten Schleifen (Baß/Diskant b/h) und einer mechanischen Spiel- und Registertraktur erbaut. Sie war ein Geschenk des Bischofs der Evangelischen Kirche von Kurhessen-Waldeck.

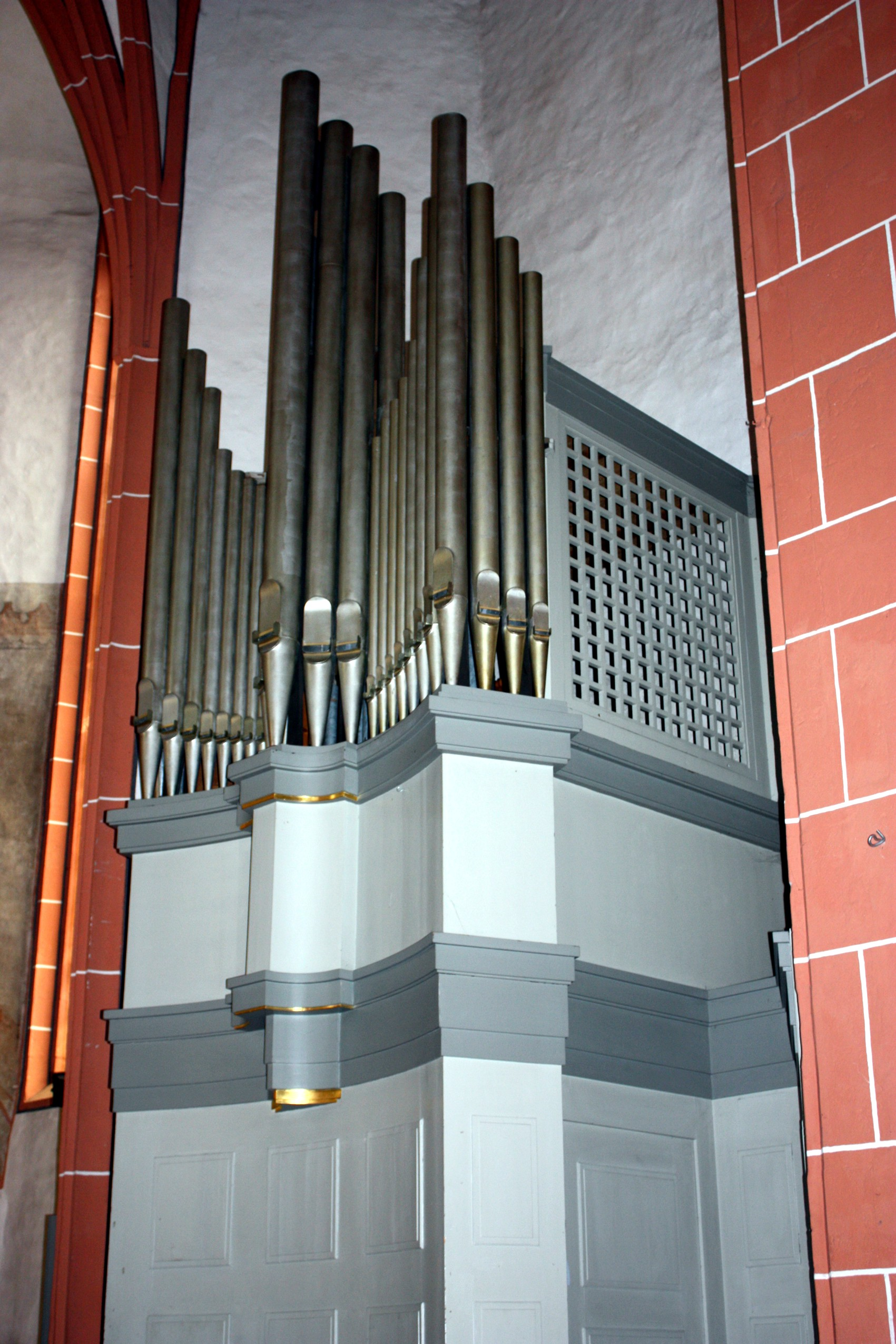
Altarorgel

| Manual C–g3 |                  |        |
| 01.         | Holzgedackt      | 08′    |
| 02.         | Prästant         | 04′    |
| 03.         | Rohrflöte        | 04′    |
| 04.         | Ital. Prinzipal  | 02′    |
| 05.         | Quinte           | 01 ⁄3′ |
| 06.         | Mixtur 4–6fach 0 | 01′    |
|             | Tremulant        |        |

| Pedal C–f1 |                 |      |
| 07.        | Gedacktpommer 0 | 016′ |
| 08.        | Choralflöte     | 04′  |
|            | Pedalkoppel     |      |

### Glocken

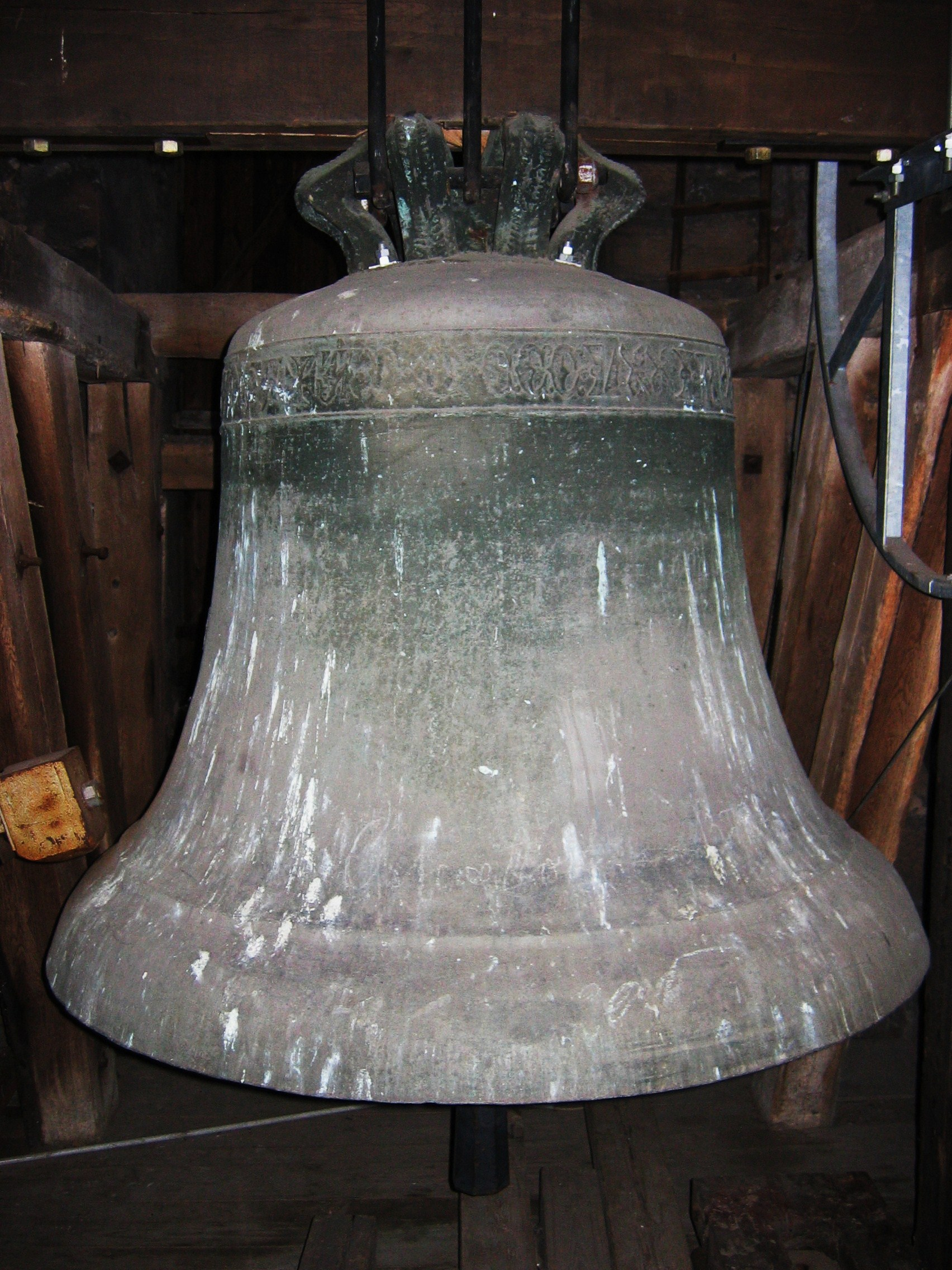
Die Osterglocke gehört zu den ältesten Glocken in Hessen

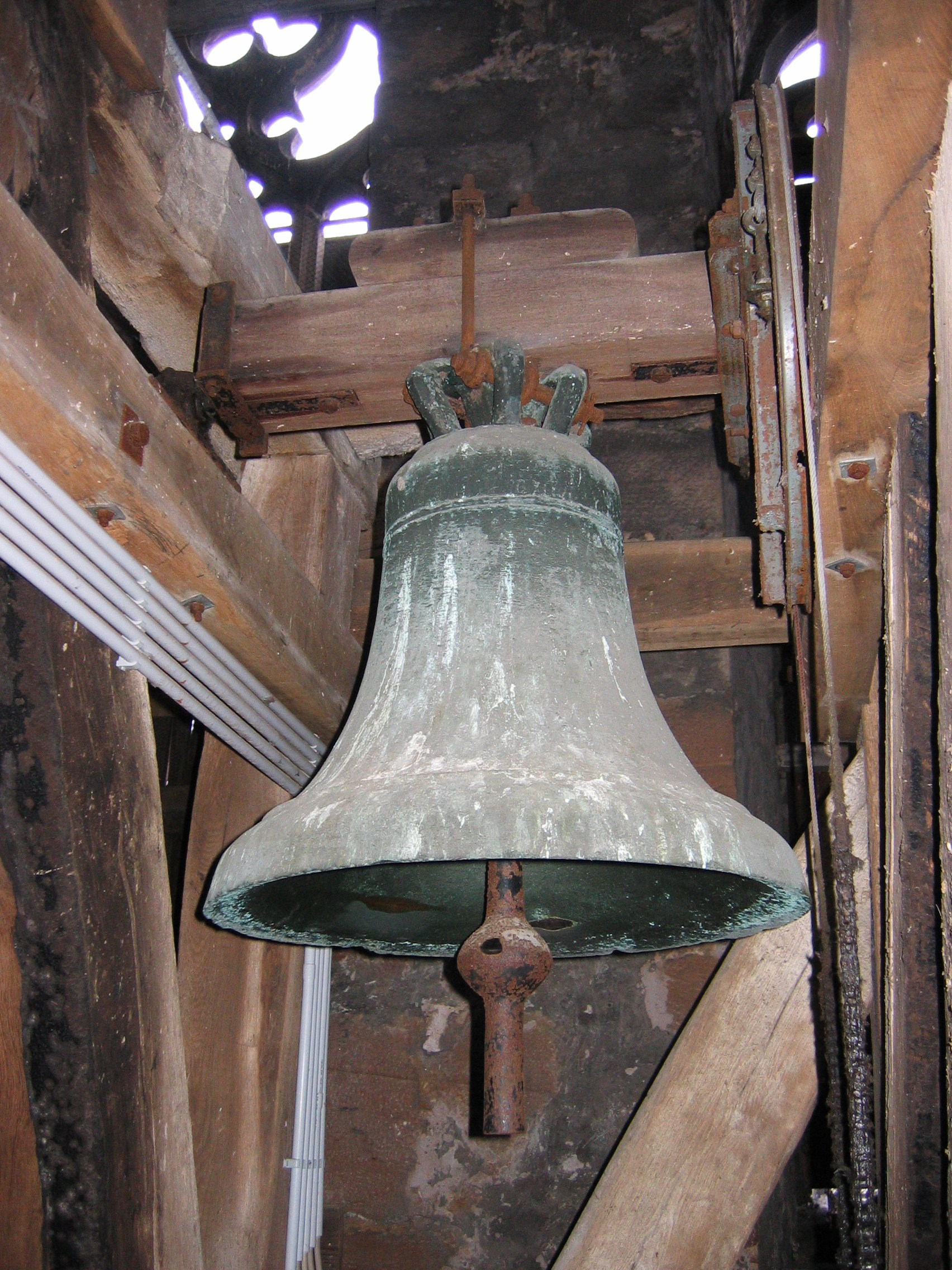
Die Anzeige- oder Klimperglocke ist in Zuckerhutrippe gegossen

Im hölzernen Glockenstuhl befinden sich heute acht Glocken, die aus insgesamt vier Jahrhunderten stammen. Das Gesamtgeläut hat sich seit 340 Jahren in seinem Bestand nicht mehr verändert und ist das größte mittelalterliche Geläut in Hessen.
Die beiden kleinsten Glocken sind in sogenannter Zuckerhutrippe gegossen und somit auf die Mitte des 13. Jahrhunderts einzustufen; ihre langgestreckten Glockenkörper mit weit ausladendem Glockenrand tragen weder Zier noch eine Inschrift. Die Klaus- oder Bedeglocke stammt vermutlich aus der um 1280 erbauten Klauskirche, die vermutlich bis in das 17. Jahrhundert auf freiem Feld vor dem Klaustor stand und in der Stadtkirche dann die Grund- und Hausbesitzer zum Zahlen der Bede aufforderte. Diese Funktion hatte sie bis in die Mitte des 19. Jahrhunderts hinein. Die Anzeige- oder Klimperglocke hatte vermutlich im Dachreiter über dem Chor gehangen und könnte als Wandlungsglocke gedient haben.
Die Bezeichnung der im Jahre 1371 gegossenen Osterglocke stammt aus nachreformatorischer Zeit, da sie laut ihrer Inschrift („assumptionis Mariae“) eine Marienglocke ist. Diese klangvolle Glocke – die zu ihrer Entstehungszeit noch im unfertigen Turmstumpf aufgehängt war – wurde als Gloriosa benützt, die nur an den höchsten kirchlichen Feiertagen zu hören war.
Im Jahre 1382 wurde eine weitere Glocke in den Turm aufgezogen. Sie ist dem Heiligen Lambert geweiht, dem Schutzpatron der Tuchmacher, den die Flamen zu dieser Zeit aus ihrer Heimat mitgebracht hatten. Sie läutet außer zum Vaterunser auch in der Zeit von Michaelis bis Ostern um 21 Uhr als Erinnerung an den mittelalterlichen Brauch, den Abendschoppen rechtzeitig zu beenden; die Lambertusglocke wurde daher auch Bier- oder Weinglocke genannt. Die Bonifatiusglocke von 1429 (mit dem Hersfelder Doppelkreuz geziert) und die Stiftsglocke des 15. Jahrhunderts wurden aus dem Katharinenturm der heutigen Stiftsruine übernommen. Diese Übergabe wurde durch Kirchenmusikdirektor Siegfried Heinrich angeregt. Im Katharinenturm hängt heute nur noch die Lullusglocke.
1606 und 1666 wurden die Feuer- oder Sturmglocke und Sonntags- oder Sechsuhrglocke gegossen. Die Feuerglocke trägt eine prächtige Zier (Palmettenfries und Hersfelder Wappen) und wurde von Otto v. Hessen (Sohn des Moritz) gestiftet. Die lateinische Inschrift der Sonntagsglocke weist den Hersfelder Meister Ambrosius Ulrich (Stammvater einer Hersfelder Glockengießerfamilie) als Gießer aus, weiterhin Johann Lehn und Johann Rechberg als amtierende Bürgermeister. Laut der Inschrift ist die Glocke der heiligen Dreifaltigkeit geweiht und soll die Gemeinde zum Gebet rufen. Die Glocke läutet als Betglocke morgens um 7 Uhr und abends um 18 Uhr. Beide Glocken läuten aus statischen Gründen mit Obergewichten und Gegengewichtsklöppeln.
Die beiden Barockglocken lagen während des Zweiten Weltkrieges auf dem sogenannten Glockenfriedhof in Hamburger Stadtteil Veddel. Sie wurden im Jahr 1948 wieder im Turm aufgehängt.
Sechs Glocken (8+6+5+3+2+1) ertönen jeden Sonnabend um 18 Uhr für 10 Minuten zum Einläuten des Sonntages. Am Sonntag selbst ertönt es ebenso von 09:50 bis 10:00 Uhr. Die Lambertusglocke ist nie im Plenum zu hören. Zum Kurzgottesdienst am Samstagvormittag läutet von 10:50 bis 11:00 Uhr ein Teilgeläut aus vier Glocken (7+4+3+2).
| Nr. | Name (Funktion)               | Gussjahr | Gießer, Gussort            | Masse (kg, ca.) | Schlagton | Läuteanlässe                          |
| --- | ----------------------------- | -------- | -------------------------- | --------------- | --------- | ------------------------------------- |
| 1   | Osterglocke                   | 1371     | anonym                     | 2.700           | cis1      | Beerdigung, Gottesdienst an Sonntagen |
| 2   | Sonntags- oder Sechsuhrglocke | 1666     | Ambrosius Ulrich, Hersfeld | 1.700           | dis1      | Betläuten, Gottesdienst an Sonntagen  |
| 3   | Sturm- oder Feuerglocke       | 1606     | Jacob König, Erfurt        | 900             | fis1      | Mittagsläuten, Gottesdienst           |
| 4   | Lambertusglocke               | 1382     | anonym                     | 600             | a1        | Bierläuten, Vaterunserläuten          |
| 5   | Bonifatiusglocke              | 1429     | anonym                     | 570             | a1        | Mittagsläuten, Gottesdienst           |
| 6   | Stiftsglocke                  | 15. Jh.  | anonym                     | 390             | cis2      | Gottesdienst                          |
| 7   | Klaus- oder Bedeglocke        | um 1280  | anonym                     | 250             | fis2      | Gottesdienst an Festtagen             |
| 8   | Anzeige- oder Klimperglocke   | 13. Jh.  | anonym                     | 210             | eis2      | Gottesdienst                          |

Seit Juni 1997 hat die Stadtkirche ein Glockenspiel mit 16 Glocken. Choralmelodien können damit programmiert, aber auch über eine Tastatur eingespielt werden.
Jeden Sonntag um 9.30 Uhr erschallt über der Stadt ein Choral vom Turm der Stadtkirche, gespielt durch den Posaunenchor des CVJM und der Evangelischen Kirche Bad Hersfeld, der diesen Dienst seit dem 5. Mai 1901 versieht.

## Ereignisse in und um die Kirche nach der Fertigstellung

### Reformation
Heinrich Fuchs war ab etwa 1515 Pfarrer in der Hersfelder Stadtkirche. Er gehörte zu dieser Zeit zu den Chorherren der Pfarrkirche. Zu den Chorherren gehörte nicht nur der Pfarrer und sein Kaplan, sondern auch Kleriker, die im Besitz von selbständigen Stiftungen waren. Sie finanzierten sich mit Seelenmessen (Gläubige stifteten sie aus Sorge um das Heil der Seele) oder Vikarien (sie betreuten Altäre als Vikare). Damit waren wohl alle Plätze an den Wänden der Kirchenhalle, der Sakristei, der Marienkapelle und der Zunftkapelle im Erdgeschoss des Turmes belegt. Eine Empore gab es damals noch nicht. Daran lässt sich die große Zahl der Chorherren ermessen. Im Jahr 1528 gab es allein in der Stadtkirche zwölf Altäre, auf denen 15 Vikarien gestiftet wurden:
| Vikarie                       | Bemerkungen                                                                              |
| ----------------------------- | ---------------------------------------------------------------------------------------- |
| der Hl. Vitus und Antonius I  | Hochaltar im Chor, gestiftet 1329 von Pfarrer Hermann v. Boyneburg                       |
| der Hl. Vitus und Antonius II | gestiftet 1411 von Hermann Kettenbür aus der Frauengasse                                 |
| der Jungfrau Maria I.         | Marienaltar in der Marienkapelle                                                         |
| der Jungfrau Maria II.        | gestiftet 1411 von Hermann Kettenbür vom Markt                                           |
| aller Apostel I.              | gestiftet 1352                                                                           |
| aller Apostel II.             | gestiftet 1366                                                                           |
| des hl. Kreuzes               | –                                                                                        |
| des Hl. Andreas               | gestiftet von der Familie Gerwig                                                         |
| des Hl. Oswald                | gestiftet 1436 vom Schöffen Oswald Franke und seiner Frau, hinterm Kirchhof              |
| der Hl. Peter u Paul          | gestiftet 1428 von Johannes Budeker aus der Wallengasse                                  |
| der Hl. Katharina             | gestiftet 1336 vom Priester Konrad von Zella in der unteren Frauenstraße                 |
| der Hl. Anna                  | gestiftet 1507 vom Priester Johann Rossbach                                              |
| des Hl. Cyrillus              | gestiftet um 1490 von Johann Mushart und seiner Frau                                     |
| der 10.000 Märtyrer           | zweiter Altar in der Marienkapelle, gestiftet um 1490 von Johann Mushart und seiner Frau |
| des Hl. Vitalis               | der Altar befand sich in der neuen Marienkapelle über dem Beinhaus                       |

Weitere fünf Vikarien gab es auf dem Frauenberg, vier Vikarien im Hospital am Johannestor, drei Vikarien in der Stiftskirche und je eine Vikarie im Sondersiechenhaus und in der Klauskirche.
Etwa um die Jahreswende 1520/1521 begann Fuchs im Sinne Luthers zu predigen (ab 1523 auch sein Kaplan Melchior Rinck). Nach Quellenlage war er damit der erste evangelische Prediger in Hessen. Wie er mit Luthers Lehren in Verbindung kam, ist unbekannt. Von der Kanzel sagte er: „dass es dem Menschen unmöglich sei, durch eigene menschliche Werke Verdienste vor Gott zu erlangen“, und die vielen, mehrmals über den Tag abgehaltenen Seelenmessen waren „Geplärr mit Singen, Klingen, Orgeln und Gedöns“. Er stellte sich damit offen gegen die Chorherren und auch gegen die Benediktinermönche im Stift und die Franziskaner am Neumarkt, „denn wo allein der Glaube an Christus ist, bedarf man keiner Heilsvermittlung durch die Priester“. Fuchs fand unter den Bürgern viel Zustimmung für seine Predigten, trotzdem gab es zunächst ein weitgehend friedliches Nebeneinander der zwei Lehren, da Abt Crato I. (bürgerlich Kraft Myle aus Hungen) die neue Lehre unterstützte.
Den eigentlichen Beginn der Reformation markierte der Aufenthalt Martin Luthers in Hersfeld. Er war am 1. und 2. Mai 1521 als Gast des Abtes im Kloster und predigte am 2. Mai vermutlich in der Stadtkirche (Anmerkung: sein freies Geleit war Luther von Karl V. zugesagt worden unter der Bedingung „nicht predigen, schreiben, noch in anderen wege das volk regig machen solle“). Noch im selben Monat heiratete Fuchs als erster Priester in Hersfeld, vermutlich bestärkt durch die Begegnung, die er mit Luther hatte. In anderen Gegenden wurden viele Priester deswegen durch die geistliche Gerichtsbarkeit angeklagt und ins Gefängnis gesteckt, in Hersfeld passierte dies jedoch zunächst nicht.
Im Mai 1523 begann Melchior Rinck (er kannte Georg Witzel durch sein Studium in Erfurt) als Kaplan in der Stadtkirche zu predigen. Fuchs und Rinck verschärften die Angriffe und predigten gegen die römische Sakramentstheologie und die Priesterweihe (Salböl wurde als „Schmiere“ bezeichnet). Die Predigten begannen sich auch auf die Handlungsweise der Bürger auszuwirken. Es wurden immer weniger Messen und Vikarien gestiftet. Diese Angriffe auf die Grundlagen der römischen Lehre konnte der Abt nicht mehr hinnehmen. Verhandlungen zwischen Stadtrat und Abt ermöglichten es Fuchs und Rinck jedoch zunächst weiter, im evangelischen Sinn in der Stadtkirche zu predigen. Sie wetterten weiter gegen die Sonderstellung der Chorherren und der Mönche.
Auch die Priester, die in eheähnlichen Verhältnissen lebten (1523 waren es zehn Priester, was von der Kirche stillschweigend akzeptiert wurde), gerieten in die Schusslinie von Fuchs und Rinck. Dies veranlasste den mehrheitlich evangelisch gesinnten Stadtrat, eine Anordnung zu beschließen, die alle „welche öffentlich in der Stadt in der Unehe beieinander liegen“ aufforderte, zu heiraten oder innerhalb von zwei Wochen die Stadt zu verlassen. Die Anordnung sollte vom Pfarrer am 3. Advent von der Kanzel verkündet werden. Der Rat mischte sich damit in das Kirchenrecht ein. Die geistliche Gerichtsbarkeit lag aber beim Abt, der die öffentliche Verkündigung daher auch untersagte. Er setzte außerdem Fuchs und Rinck zum Jahresende ab und verkündete dies in einem Schreiben an den Bürgermeister, den Rat und das gemeine Handwerk. Durch das bestimmte Vorgehen des Abtes gewannen die katholisch Gesinnten im Rat wieder die Mehrheit, der nun ebenfalls den Pfarrer und den Kaplan aufforderte, die Pfarrei zu verlassen. Dies ließen sie sich aber nicht gefallen und verkündeten am 17. Dezember 1523, trotz Verbots vom Abt, von der Kanzel der Stadtkirche den Erlass der Stadt bezüglich der nicht verheirateten Priester. Sie gaben auch ihre Entlassung durch den Abt bekannt und „geklagten wie man sie ohne ihr Recht zu hören verjagen wolle“. Dies führte zu einem großen Auflauf vor der Stadtkirche, und es kursierten Gerüchte, dass der Kanzler des Stiftes die evangelischen Prediger verhaften lassen wolle. Die Menge brach in das Stadthaus von Kanzler Caspar Schallis ein und verwüstete sein Haus. Dies passierte auch mit den Häusern der Priester, die beschuldigt wurden, in eheähnlichen Verhältnissen zu leben. Da weder der Kanzler noch die Priester in ihren Häusern gefunden wurden, zogen viele Bürger zum Stiftsbezirk. Die Bürgermeister konnten aber verhindern, dass diese in das Stift stürmten. Auf Druck der Bevölkerung gab der Abt nach und nahm die Entlassung von Pfarrer und Kaplan zunächst zurück. Das Eindringen in die Häuser des Kanzlers und der Priester und deren Verwüstung war aber eine Verletzung des kaiserlichen Landfriedens, der Schutzherrschaft des Landgrafen und der Rechte des Abtes als Landesherrn. So informierte der Abt noch am selben Tag seinen Schutzherrn, den Landgrafen Philipp I. von Hessen. Dieser forderte von der Stadt Rechenschaft und gab in Kassel vor einer Abordnung des Hersfelder Stadtrates bekannt, dass die Anführer der Unruhen festzunehmen seien. Fuchs und Rinck und vier weitere Männer wurden laut einem Schreiben des Rates vom 26. Dezember 1523 in städtisches Gewahrsam genommen.
Die Verhandlung zwischen Stadt und Abtei sollte am 11. Februar 1524 in Kassel erfolgen. Vorher aber sollte der Pfarrer und der Kaplan abgeschoben werden, und sie sollten einen Eid leisten, nicht mehr in die Abtei und in die Stadt zurückzukehren. Den Eid leisten beide wohl nicht, da der hessische Vogt in Friedewald aufgefordert wurde, sie in Haft zu nehmen. Dies hätte bedeutet, dass die evangelischen Prediger der geistlichen Gerichtsbarkeit des Abtes ausgeliefert wären. Einige Hersfelder Bürger kamen dieser Verhaftung zuvor und halfen Fuchs und Rinck, aus dem Stift und aus Hessen heraus nach Thüringen zu entkommen. In der Verhandlung am 11. Februar 1524 schließlich wurde die Stadt zum Gehorsam gegenüber ihrem Landesherren, dem Abt, verpflichtet. Die Stadt zahlte 150 Gulden an die geschädigten Priester, und die evangelische Gemeinde sollte die geistlichen Angestellten des Abtes „weder mit Worten noch tätlich“ angreifen. Bürger, die wegen der Unruhen am 17. Dezember aus der Stadt geflohen waren, sollten nicht wieder in der Stadt aufgenommen werden. Weiterhin sollten die noch inhaftierten Personen aus der Haft entlassen werden. Der Abt wurde verpflichtet, die Pfarrstelle „mit frommen geschickten Personen, die das Wort Gottes verkünden,“ zu besetzen.
In Hersfeld kehrte daraufhin nur oberflächlich Ruhe ein, da die Glaubensgegensätze zwischen dem Landesherren und großen Teilen der Bevölkerung weiterhin bestanden. Ende des Jahres 1524 wurde Adam Krafft als Pfarrer in Hersfeld eingesetzt. Als Philipp I. 1525 die Aufständischen im Bauernkrieg in Hersfeld besiegte, hörte er Krafft in der Stadtkirche predigen. Philipp ernannte ihn daraufhin zum Hofprediger und Visitator. Gemeinsam mit Philipp setzte Krafft die Reformation in Hersfeld und der Landgrafschaft Hessen durch. Danach kam Balthasar Raid, wie Krafft aus Fulda stammend, als erster protestantischer Prediger nach Hersfeld.

### Neuzeit bis in die Moderne
Nach den Ereignissen der Reformation lässt sich eine gemeinsame Nutzung der Stadtkirche durch die große protestantische Gemeinde und der Abtei bzw. den wenigen verbliebenen katholischen Bürgern feststellen. Das Kloster war vermutlich wegen des reparaturbedürftigen Zustandes der Stiftskirche und des mittlerweile sehr kleinen Konvents, gezwungen, die Stadtkirche zu nutzen. Weiterhin war der Abt immer noch Landesherr und hatte damit als Besitzer des Pfarrlehens die Schlüsselgewalt über die Kirche. So wurde in der nun evangelischen Kirche 1571 ein katholischer Abt geweiht. Es war Ludwig V. (Ludwig Landau aus Hünfeld), der vom Vikar des Hildesheimer Erzbischofs die Weihe empfing. Er vertrat den Mainzer Erzbischof.

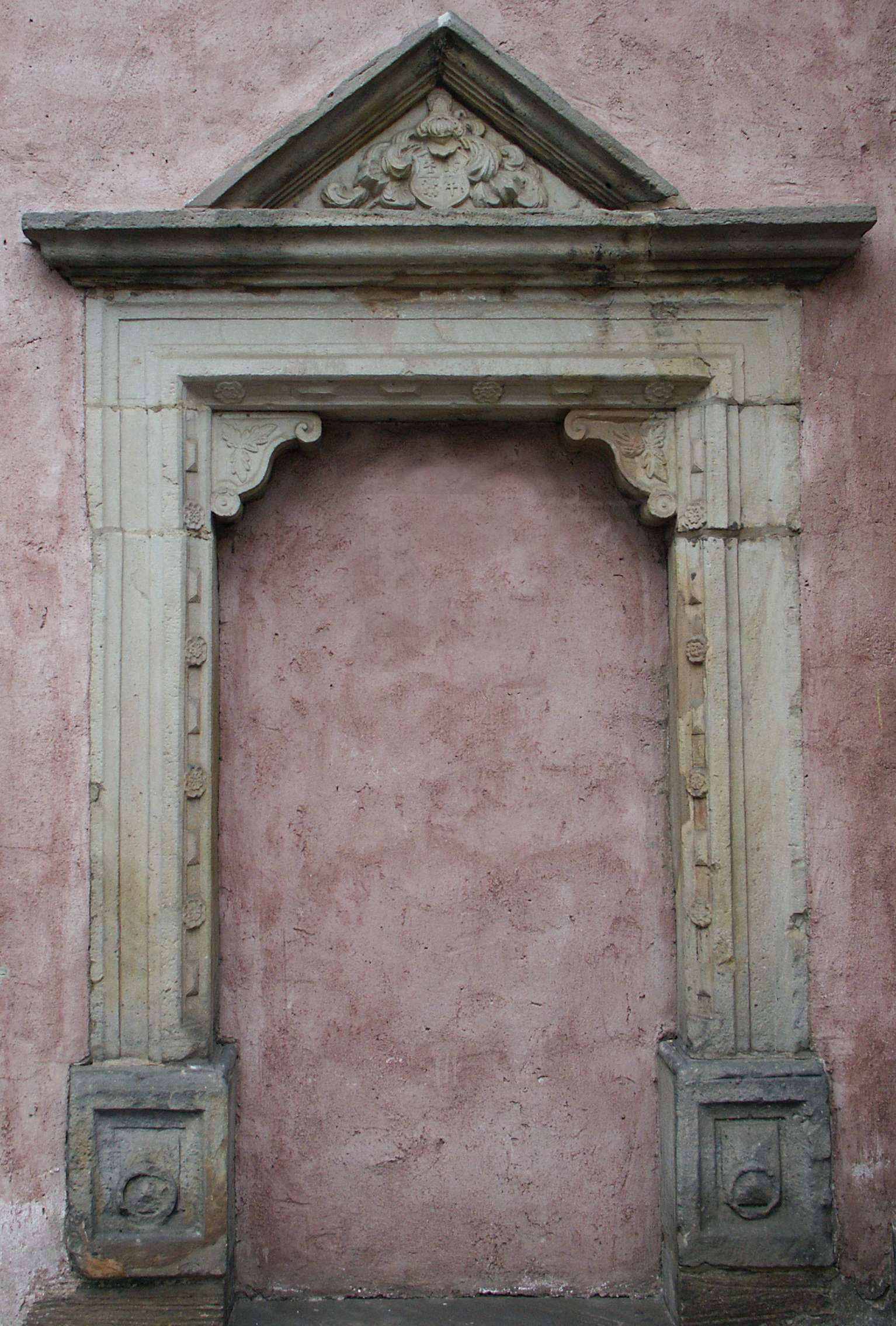
Abtspforte in der Südwand der Kirchenhalle

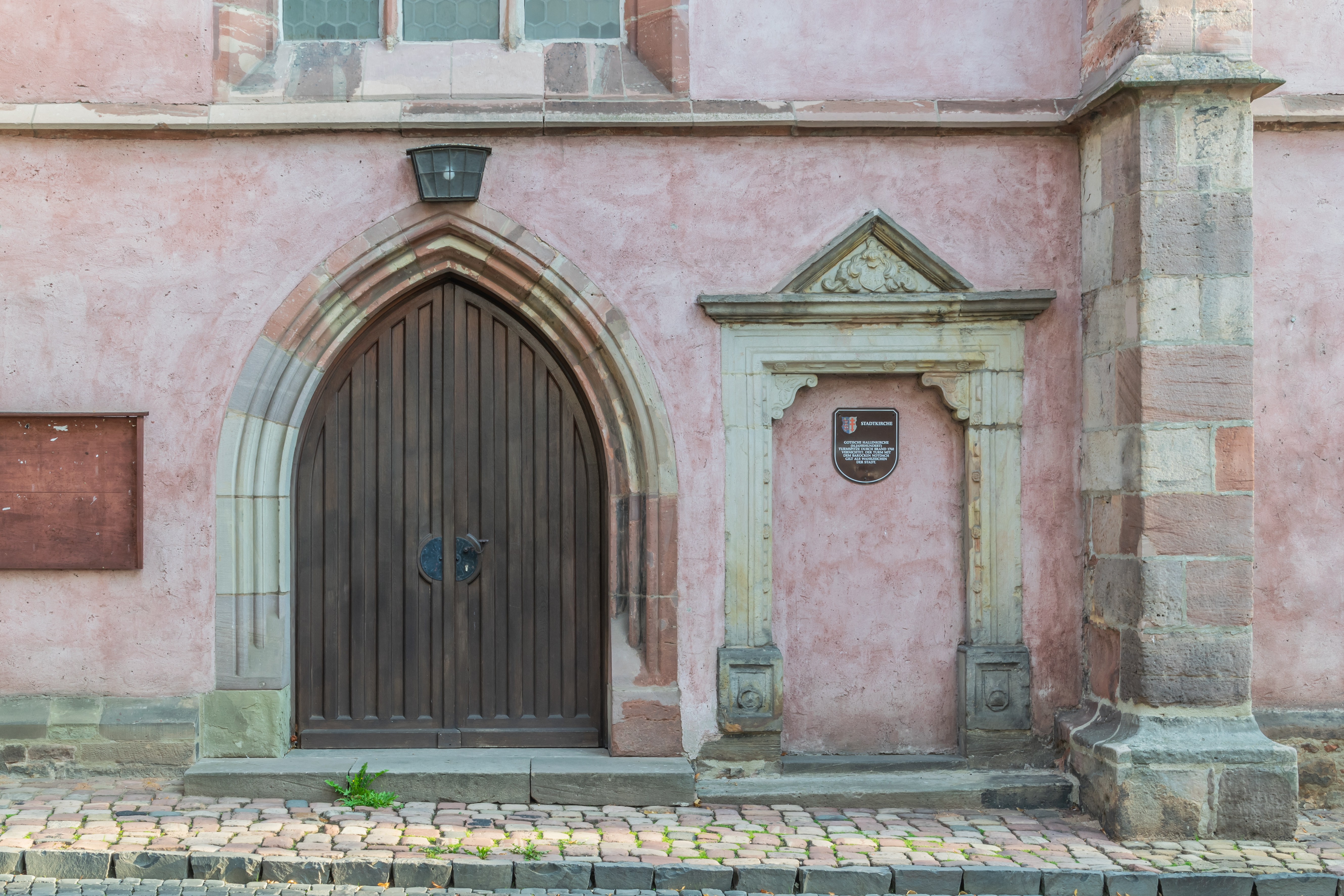
Die beiden Eingänge 2019

Joachim Roell schließlich ließ um 1594 zwei Renaissancetüren in die Kirchenhalle einbauen, die in ihren Giebelfeldern auch sein Wappen tragen. Dies war wohl ein letzter Versuch des Abtes, in der protestantischen Kirche die Schlüsselgewalt zu behalten. Es weist aber darauf hin, dass es getrennte Gottesdienste gab. Protestanten benutzen die alten Türen, im Chor und das Westportal im Turm. Die Katholiken nutzten die neuen Türen. Die eine Tür in der Südwand der Kirchenhalle war, aufgrund ihrer Lage zum Neumarkt hin, vermutlich für die Schüler und Professoren der Klosterschule (die spätere Fürsten-/Königsschule, heute Konrad-Duden Schule) bestimmt. Die andere Tür, auf der südlichen Seite neben dem Kirchturm in der Westwand der Kirchenhalle (zum Stift hin), war daher vermutlich der Eingang für den Abt, seine Bediensteten und die wenigen Mönche.
Als der letzte Abt Joachim Roell im Jahr 1606 starb, übernahm sein Koadjutor Otto von Hessen (erster Sohn von Moritz) als weltlicher Administrator der Abtei. Zu seiner Einführung als Fürst von Hersfeld ließ er die von ihm gestiftete Sturm- oder Feuerglocke im Kirchturm aufhängen. Als Moritz zum Calvinismus übertrat, wollte er seinen Glauben in ganz Hessen durchsetzen. Er formulierte 1605 drei Verbesserungspunkte, die den vorherrschenden Protestantismus in die calvinistische Richtung lenken sollte. In Hersfeld war Moritz erst nach dem Tode des letzten Abtes die oberste geistliche Instanz, so dass erst ab 1606 in der Stadtkirche nach diesen Verbesserungspunkten gepredigt und gelehrt wurde. Alle Altäre außer dem Hochaltar wurden entfernt. Bewegliche bildliche Darstellungen, die prächtigen Messgewänder, die reich ausgestatteten goldenen Kelche und Kruzifixe wurden verkauft. In den Jahren des Bildersturmes (1608 und 1609) wurde die farbenfrohe Bemalung aus dem frühen 15. Jahrhundert im Kircheninnern mit einem Kalkanstrich übermalt. Steinbilder, Figuren an Säulenabschlüssen, Gewölben und hölzernen Einbauten wurden abgeschlagen. Nur die Gewölbeschlusssteine überkalkte man lediglich, dies begründete man mit einer angeblichen Gefährdung der Gewölbestabilität.
Im Dreißigjährigen Krieg nahm Tilly Hersfeld als die erste hessische Stadt im Mai 1623 für die Katholiken ein. Er hatte sein Hauptquartier bis zum Sommer 1625 in der Stadt. Der Kaiser entschied sich, die Reichsabtei, die nach Auffassung des Kaisers widerrechtlich in den Besitz der hessischen Landgrafen geraten war, wiederherzustellen. Dies war der Beginn der Gegenreformation im Fürstentum Hersfeld. Schon Tilly veranlasste tägliche katholische Messen in der Stiftskirche. Als Administratoren wurden nacheinander der Erzbischof von Mainz, Erzherzog Karl II. und dann sein Sohn Leopold Wilhelm eingesetzt. Da die militärische Lage jedoch noch zu unsicher war, fanden in der Stadtkirche weiterhin protestantische Gottesdienste statt. Im Jahr 1628 kam eine Mainzsche Kommission zur förmlichen Inbesitznahme der Abtei durch das Erzbistum. Jornandes von Jngsterode wurde mainzischer Statthalter. Die Kommission erkannte zunächst die bestehende Religionsverfassung und die Schutzherrschaft der hessischen Landgrafen an. Im Jahr 1629 wurde der Fuldaer Fürstabt Johann Bernhard Schenk zu Schweinsberg zum Vizeadministrator ernannt. Er hatte den Auftrag, die katholische Lehre, legitimiert durch ein Restitutionsedikt des Kaisers, wiederherzustellen. Am 19. Februar eskortierte die ganze fürstäbtliche Reiterei den Fürstabt mit Mönchen aus den Orden der Jesuiten, der Benediktiner (aus St. Gallen) und der Franziskaner in acht Kutschen und drei größeren Reisewagen, nach Hersfeld. Die hier stationieren Kroaten empfingen den Vizeadministrator vor der Stadt und geleiteten ihn in die Stadt, wo alle Glocken der Stiftskirche läuteten und die bewaffneten Bürger an den Straßen Spalier standen.
Der Bürgermeister, der Stadtrat, der calvinistische Pfarrer und der Kaplan wurden in die Stadtkirche befohlen, wo der Fürstabt sie ihres Amtes enthob. Die calvinistische Gemeinde wurde aus der Stadtkirche ausgewiesen. Daraufhin hielt der Propst des Fuldaer Petersberges, Johann Adolf von Hoheneck, ein Hochamt in der Stadtkirche ab und nahm sie damit wieder als katholisches Gotteshaus in Besitz. Der Jesuitenpfarrer Jakob Liebst wurde als Stadtpfarrer eingesetzt. Er schrieb in Latein in das Kirchenbuch: EXPLICIT FELICITER (Das ist nun glücklich vorbei), denn, Mittwoch den 21. Februar vor dem feierlichen Hochamt zum Heiligen Geist, ist von dem hochwürdigen Herrn von Hoheneck, Propst zu St. Peter bei Fulda, durch den Capelan, den erwürdigen Pater Bartholomäus, zum Stadtpfarrer proklamiert worden Jakob Liebst, Gesellschaft Jesu, i. J, 1629.
Bis 1631 gab es dann wieder katholische Gottesdienste in der Stadtkirche, und die Jesuiten berichteten von 6.000 Bürgern, die wieder zum katholischen Glauben gefunden hatten. Am 23. August kam Bernhard von Sachsen-Weimar (ein Feldherr unter Gustav II. Adolf von Schweden, mit dem auch der Landgraf von Hessen-Kassel verbündet war) und nahm Hersfeld wieder für die Reformierten ein. Viele Mönche und Prediger flüchteten, lediglich Christoph Hompe, der Guardian des Franziskanerklosters und ein Benediktinerpater Heinrich in Lengsfeld (heute Schenklengsfeld) blieben. Am 30. November wurde das Reformationsbekenntnis wieder eingeführt, und viele kehrten wieder zum Calvinismus zurück. Dies äußerte sich am 9. Dezember, als man wieder Bilder und Altäre in der Stadtkirche zerstörte.

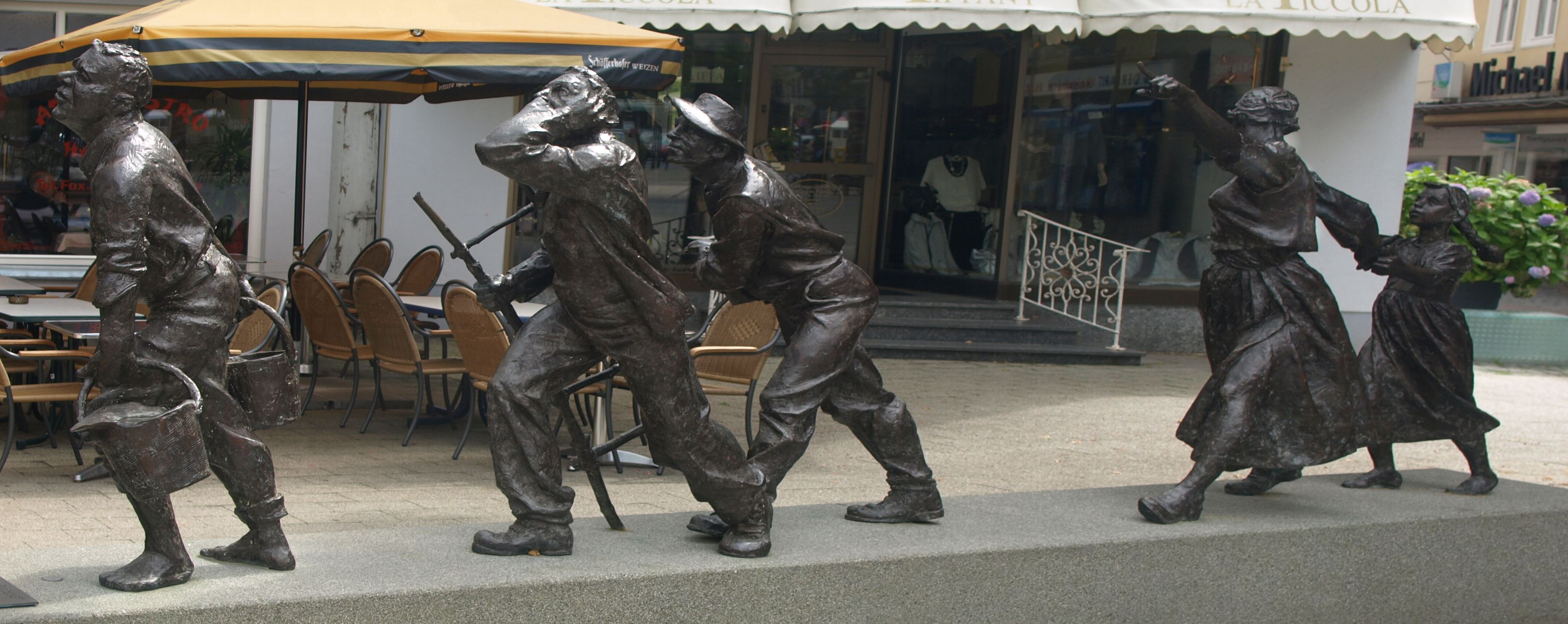
Die Figurengruppe Mückenstürmer

Von einem Ereignis am Kirchturm haben die Hersfelder ihren Spitznamen erhalten. Als man an einem Tag im Sommer 1674 am Kirchturm eine Rauchwolke sah, stürmten viele mit Wassereimern auf den Turm, um das vermeintliche Feuer zu löschen. Oben angekommen, bemerkte man, dass es sich lediglich um einen großen Mückenschwarm handelte, der um den Turm kreiste. So etablierte sich der Ortsneckname Mückenstürmer.
Im Jahre 1709 erhielt die Kirche hölzerne Seitenemporen und im Jahre 1753 eine neue Barockorgel. Sie war, wie die heutige Orgel, eine Schwalbennestorgel, die über dem Hauptportal in der Westwand der Kirchenhalle befestigt wurde.
Das heutige Dach erhielt der Kirchturm, nachdem in einem Wintergewitter im Dezember 1760 der Blitz eingeschlagen hatte. Er hatte den spitzschlanken Dachreiter zerstört. Die Türmerwohnung wurde wegen des Siebenjährigen Krieges nur mit einem stumpfen Notdach abgedeckt. Es gab mehrere Versuche, das ursprüngliche Dach wiederherzustellen. So gab es zum Beispiel im Jahr 1899, unter Bürgermeister Carl Strauß, entsprechende Planungen. Zur Ausführung kam es jedoch nie, so dass der Turm heute noch das Notdach hat. Vermutlich wurde der Turm gerade wegen dieser Besonderheit zum Wahrzeichen der Stadt.
Im Jahr 1798 verkaufte die Stadt viele Fenster (die vermutlich nach dem Stadtbrand von 1439 entstanden waren) der Stadtkirche für 100 Thaler an Landgraf Wilhelm IX. Er ließ die Fenster, neben anderen Fenstern aus alten hessischen Kirchen, in die Kapelle der Löwenburg im Bergpark Wilhelmshöhe einbauen. Dort kann man sie heute noch besichtigen.

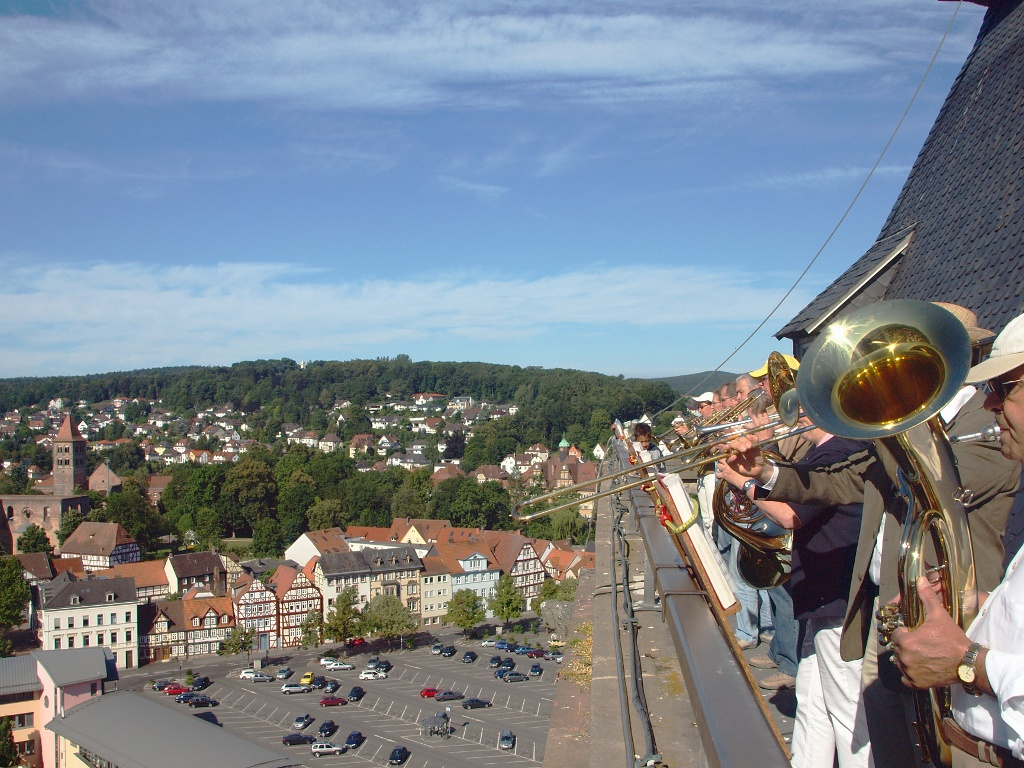
Turmbläser auf dem Kirchturm

In den Jahren 1898–1900 wurde die Kirche mit Hilfe von Gustav Schönermark restauriert; die Barockorgel wurde durch eine Neue ersetzt. 1901 verließ auch der letzte Türmer den Kirchturm. Der evangelische Jünglingsverein (heute CVJM), führt die Tradition des Turmblasens vom ehemaligen Wachgang des Türmers, seit dem 5. Mai 1901 fort. Jeden Sonntag ab 9.30 Uhr werden Choräle in alle vier Himmelsrichtungen gespielt. Nachweisbar ist dieser Brauch ab 1587, der auf einen musikalischen Türmer zurückgeht. Daher war das Turmblasen eine feste Aufgabe für den Türmer. Im 19. Jahrhundert wurde diese Aufgabe von der Militärkapelle der Kriegsschule und auch von der Stadtkapelle übernommen. Die ehemalige Türmerwohnung wird vom Posaunenchor des CVJM und der Evangelischen Kirchengemeinde Bad Hersfeld genutzt.

### Gegenwart

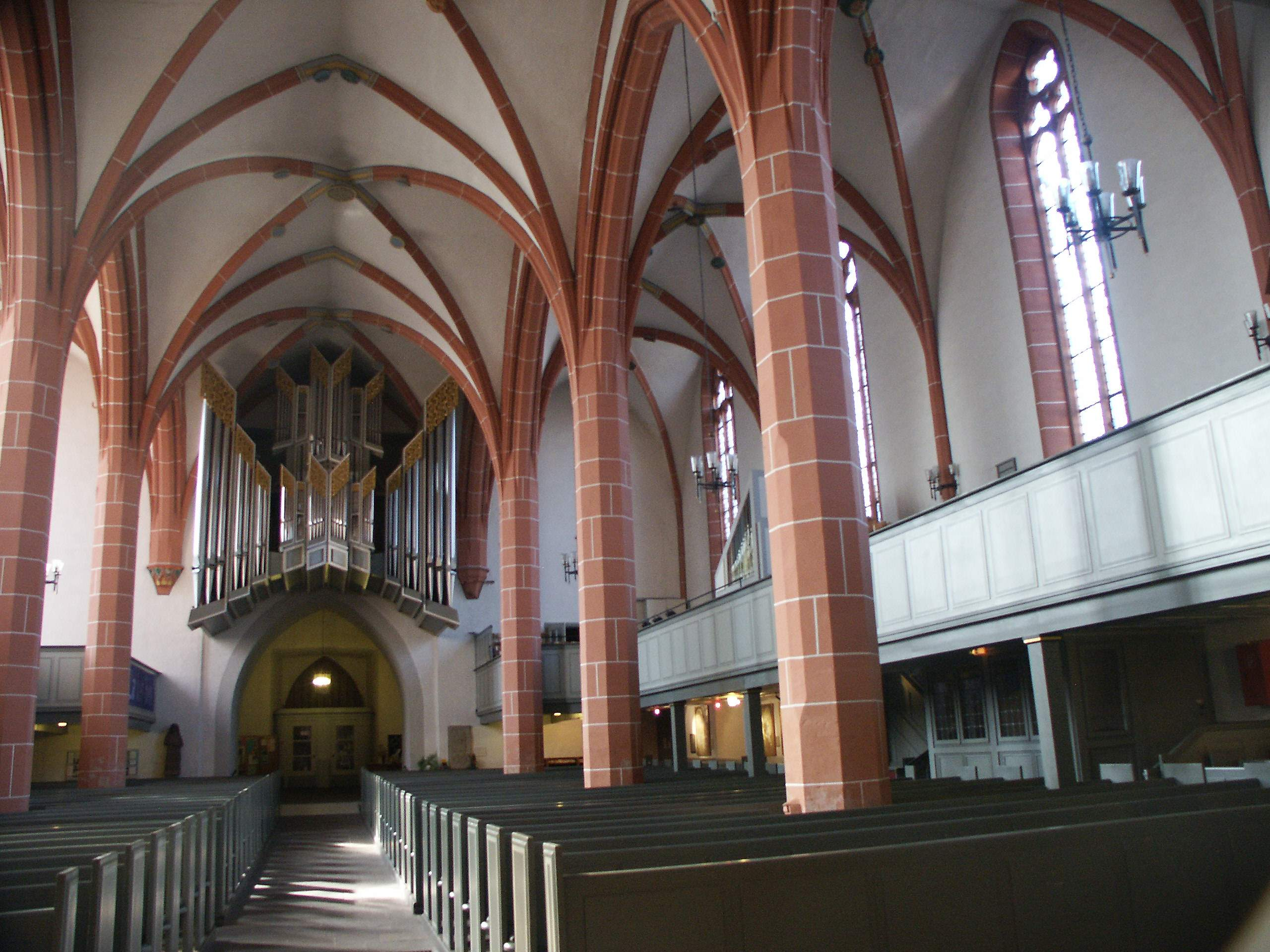
Kirchenschiff gen Westen mit Schwalbennestorgel

Als am 30. März 1945 die US-Amerikaner die Stadt erreichten, erhielt der Kirchturm einen Granattreffer (einer der wenigen Kriegsschäden in Hersfeld). Der Kirchenbrand am 16. März 1952 wurde vermutlich durch einen Kurzschluss ausgelöst. Dabei wurden die gesamte neugotische Ausstattung zerstört, aber auch viele der noch erhaltenen mittelalterlichen Fenster in den Maßwerkspitzen. Im Westteil der Kirchenhalle, wo das Feuer am stärksten war, wurde die Orgel zerstört, und die Gewölbe waren einsturzgefährdet. Dies machte eine grundlegende Renovierung notwendig.
Man nutze dies, um in den Jahren 1952 und 1953 Grabungen unter dem Kirchenboden durchzuführen. Diese ermöglichten, die Entwicklung der Stadtkirche (wie oben ausgeführt) bis in die Anfänge des Hochmittelalters zurückzuverfolgen. Die Wiederherstellungsarbeiten leitete der Landeskonservator Bleibaum, der den gotischen Raumeindruck wiederherstellte (er war bei der Renovierung im Jahr 1900 nicht berücksichtigt worden). Weiterhin legte man bei der Wiederherstellung der Kirche längst verschwunden geglaubten mittelalterlichen Schmuck wieder frei. Man befreite die Schlusssteine in den Gewölben von ihrem Kalküberzug und bemalte sie wieder in ihren ursprünglichen leuchtenden Farben. Die Kirche wurde in einem Gottesdienst am 30. Mai 1953 durch Bischof Adolf Wüstemann neu geweiht.
In den Jahren 1986 und 1987, anlässlich des 1250-jährigen Stadtjubiläums, erhielt die Stadtkirche eine neue Ausmalung. Es wurden Farben gewählt, die nach Untersuchungen aus dem Jahr 1985 der Bemalung vor der Reformation entsprechen. Der Kirchturm kann bis zur umlaufenden Galerie an der Türmerstube als Aussichtsturm bestiegen werden.